# Bermeo
Bermeo est une commune de la comarque de Busturialdea en Biscaye dans la communauté autonome du Pays basque (Espagne). Il s'agit de la localité la plus peuplée de la région du Urdaibai avec plus de 17 000 habitants. La ville a eu le titre de « Tête de Biscaye » de 1476 à 1602. Elle a été fondée en 1236.
Actuellement[Quand ?], il s'agit d'une ville enracinée dans la tradition marine dont l'économie se base sur la pêche et les conserveries de poisson.
Elle possède en outre différents attraits touristiques tels que la chapelle de San Juan de Gaztelugatxe, la grille Ercilla (Musée du pêcheur), la porte de San Juan et son port.

## Géographie

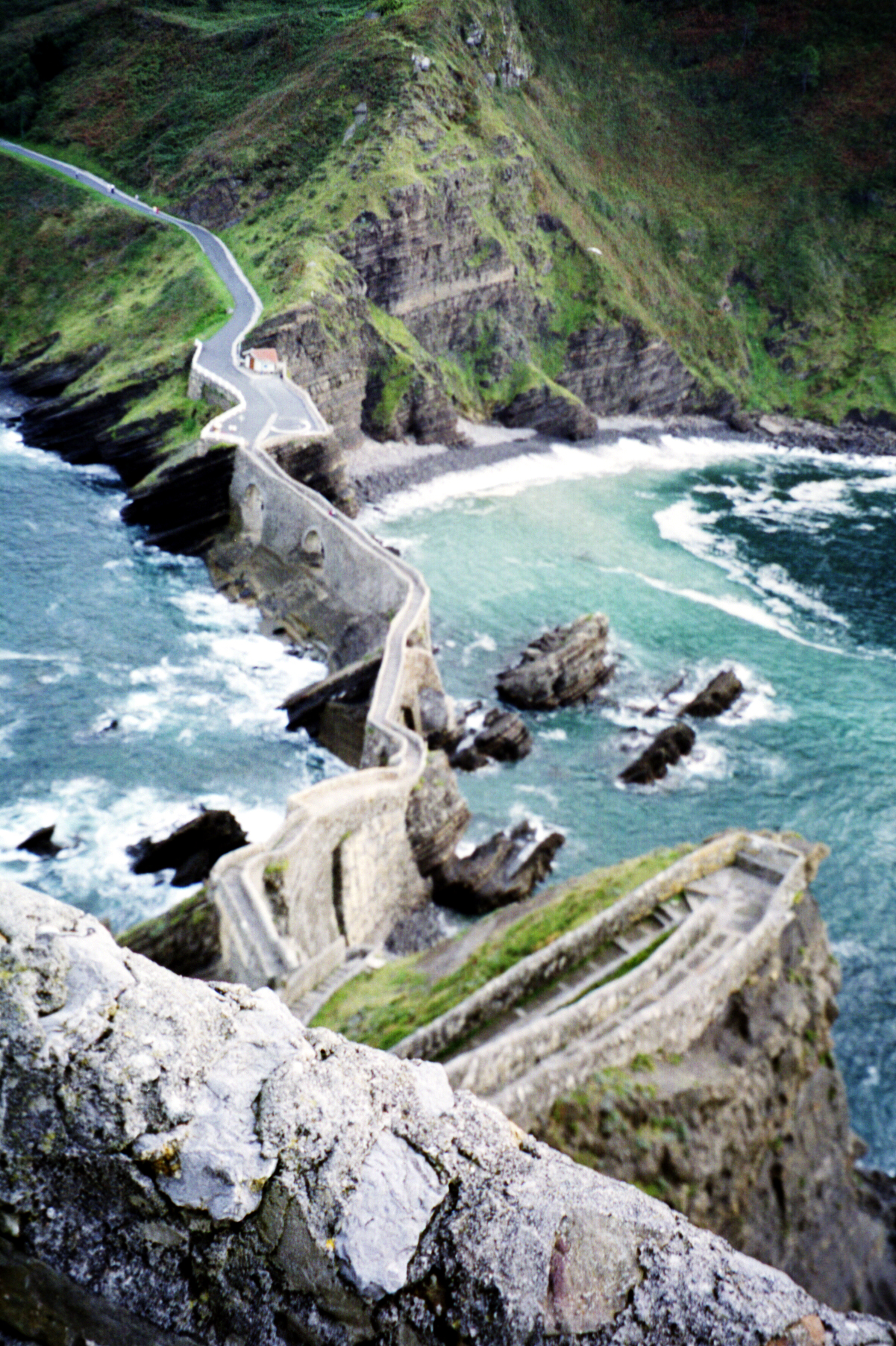
Escalier montant vers la chapelle de San Juan de Gaztelugatxe

Sur son territoire municipal se trouvent certains des accidents géographiques les plus connus de la côte biscaïenne, comme le cap Machichaco, l'île d'Izaro, l'îlot d'Akatz et San Juan de Gaztelugatxe.

### Quartiers
| Quartiers  | Altitude(m) | Habitants(2007) |
| ---------- | ----------- | --------------- |
| Arana      | 122 m       | N/D             |
| Artika     | 26 m        | 127             |
| Agirre     | 109 m       | 78              |
| San Andres | 155 m       | 33              |
| Almika     | 111 m       | 79              |
| Arranotegi | 340 m       | 19              |
| San Migel  | 135 m       | 76              |
| Demiku     | 112 m       | 53              |
| Mañu       | 330 m       | 91              |
| San Pelaio | 262 m       | 280             |

## Climat
Bermeo, de même que toute la corniche cantabrique du Pays basque, est soumise au climat océanique. Les pluies sont réparties pendant toute l'année, en étant plus abondantes au printemps et surtout à l'automne (novembre/décembre).
Les températures sont en général douces, avec des hivers peu froids et des étés chauds. La température maximale atteinte est de 45 °C et la minimale de −9 °C. La température minimale moyenne de l'année se situe autour des 9 °C et la maximale 19 °C.
| Paramètres climatiques moyens à Bermeo | Paramètres climatiques moyens à Bermeo | Paramètres climatiques moyens à Bermeo | Paramètres climatiques moyens à Bermeo | Paramètres climatiques moyens à Bermeo | Paramètres climatiques moyens à Bermeo | Paramètres climatiques moyens à Bermeo | Paramètres climatiques moyens à Bermeo | Paramètres climatiques moyens à Bermeo | Paramètres climatiques moyens à Bermeo | Paramètres climatiques moyens à Bermeo | Paramètres climatiques moyens à Bermeo | Paramètres climatiques moyens à Bermeo | Paramètres climatiques moyens à Bermeo |
| Mois                                   | Jan                                    | Fév                                    | Mar                                    | Avr                                    | Mai                                    | Jui                                    | Jui                                    | Août                                   | Sep                                    | Oct                                    | Nov                                    | Déc                                    | Année                                  |
| -------------------------------------- | -------------------------------------- | -------------------------------------- | -------------------------------------- | -------------------------------------- | -------------------------------------- | -------------------------------------- | -------------------------------------- | -------------------------------------- | -------------------------------------- | -------------------------------------- | -------------------------------------- | -------------------------------------- | -------------------------------------- |
| Température maximale moyenne (°C)      | 13                                     | 15                                     | 16                                     | 17                                     | 20                                     | 23                                     | 25                                     | 26                                     | 24                                     | 20                                     | 16                                     | 14                                     | 19                                     |
| Température minimale moyenne (°C)      | 5                                      | 5                                      | 6                                      | 7                                      | 10                                     | 13                                     | 15                                     | 15                                     | 13                                     | 10                                     | 7                                      | 6                                      | 9                                      |
| Précipitations (mm)                    | 126                                    | 97                                     | 94                                     | 124                                    | 90                                     | 64                                     | 62                                     | 82                                     | 74                                     | 121                                    | 141                                    | 116                                    | 1195                                   |
| Fuente: AEM                            |                                        |                                        |                                        |                                        |                                        |                                        |                                        |                                        |                                        |                                        |                                        |                                        |                                        |

## Histoire

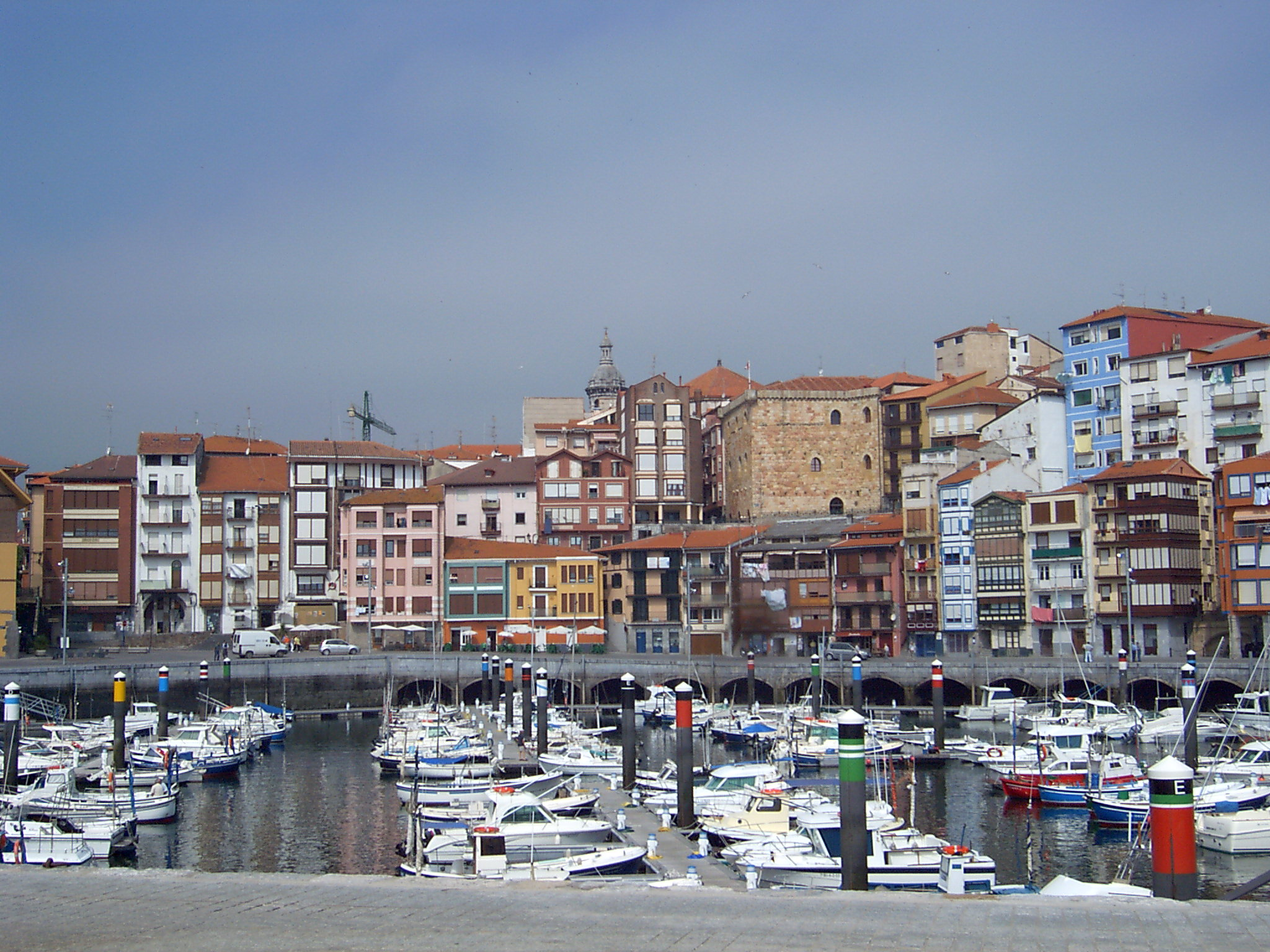
Port vell

Les documents les plus anciens sur Bermeo sont ceux consignés dans la donation qu'a fait le premier Seigneur de Biscaye, Don Íñigo López « Ezkerra » et sa conjointe Doña Toda, au monastère de Saint Jean de la Peña, de l'église San Juan de Gaztelugatxe, en 1051. Quelques années plus tard, en 1082, on cite à nouveau le nom de Bermeo dans la donation qu'a faite le second seigneur, Don Lope Íñiguez, et sa conjointe Doña Tecla, au monastère de San Millán de la Cogolla, de l'église « de Sancti Michaelis Arcangeli in Portu de Vermelio ». Ces documents parlent de l'ancienneté de Bermeo, qui pourrait remonter à des époques très antérieures. Elle peut donc possiblement être rattachée au site romain de Flaviobriga (ou "port des Amanos") fondé par les Romains au Ier siècle, sous le gouvernement de l'empereur Flavio Vespasien.
Don Lope Diaz II de Haro, Seigneur de Biscaye, lui a donné un For à Logroño ainsi que le titre de Villa, et bien que le document ne soit pas daté, il a sans doute été envoyé en 1236. On retient donc cette date pour la fondation de la ville. Le 12 août 1277, le roi Alfonse X le Savant, se trouvant dans le château d'Unzueta de la Vallée d'Orozko, confirma ce privilège.
Plus tard, le 18 mars 1285, le huitième Seigneur de Biscaye, Lope Díaz III de Haro, a étendu et amélioré ses territoires, et le Seigneur Don Tello a fait la même chose, par privilège envoyé le 25 avril 1366.
Les rois castillans et plusieurs seigneurs de Biscaye ont confirmé les Fors et Privilèges de Villa dans l'église de Santa Eufemia. Parmi eux, Ferdinand le Catholique, qui, le 31 juillet 1476 a confirmé la ville comme Cabeza de Biscaye, titre que Bermeo avait longtemps employé et qu'on lui a retiré en 1602 après un procès dur et long interposé par les procéduriers qui régissaient Bilbao et d'autres institutions de la Seigneurie. Ils ne se sont pas résignés, au moins de manière symbolique, Bermeo continuera à montrer une telle distinction.
Cependant, la primauté qui a maintenu Bermeo par rapport aux autres Villas et elizates s'est traduite dans le fait que dans les Juntes Générales, elle avait le premier vote et le siège, et quand ses avocats parlaient, les autres qui se trouvaient dans la Junte découvraient généralement leur tête. Actuellement[Quand ?], la tête barbue de personne qui figure comme une des armes de son blason héraldique perpétue la justice du titre arraché.

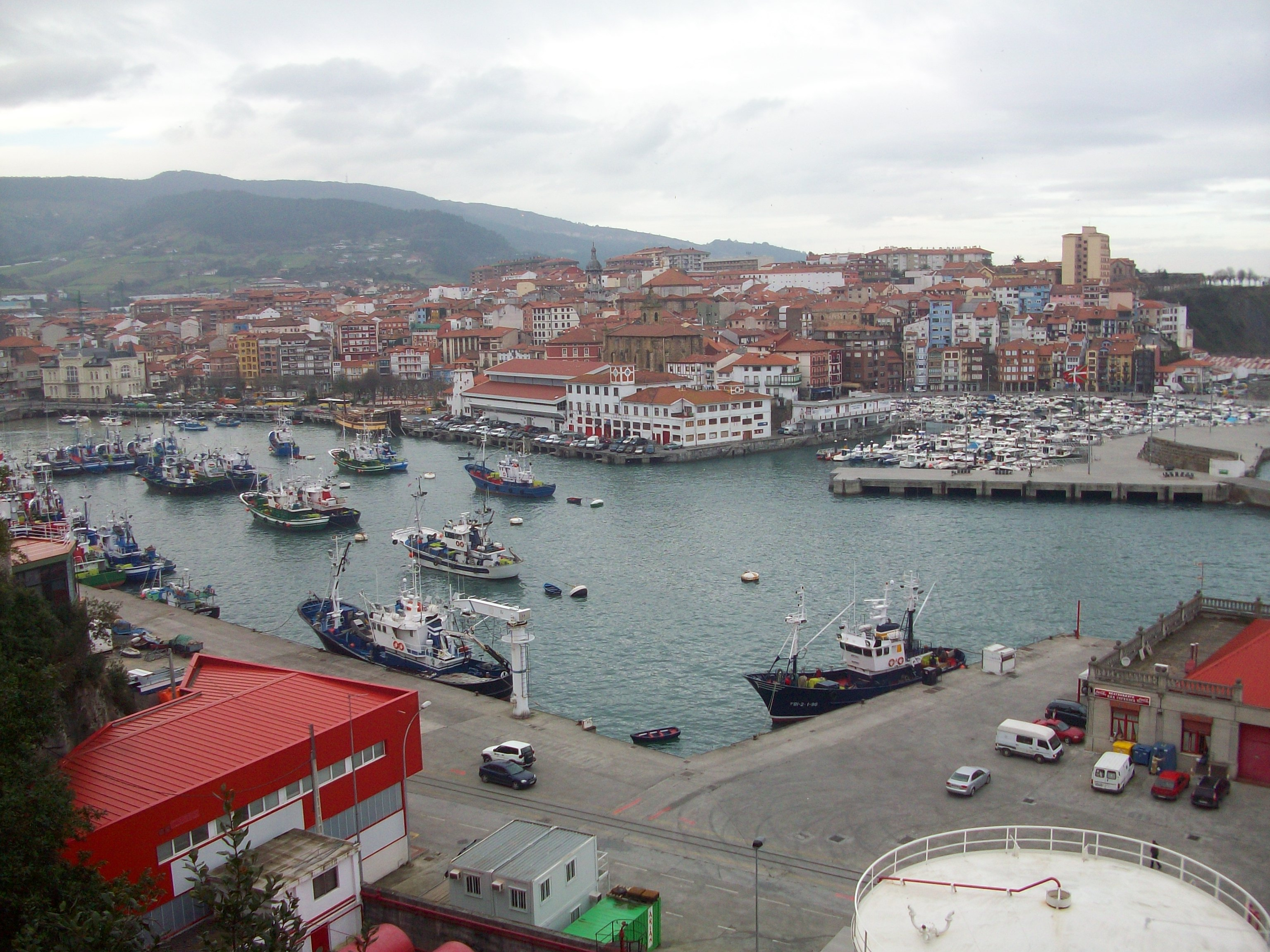
Bermeo

L'importance qu'a eue Bermeo peut être déduite des nombreux privilèges et exonérations qu'elle a atteints par les Seigneurs et les Rois. Les divers incendies dont elle a souffert ont détruit malheureusement tous ces documents, bien qu'on connaisse parfaitement son énumération et ses dates d'octroi. Cela démontre le prestige qu'a maintenu la Villa et la jouissance qu'elle a eue tout ce temps-là.
Les luttes des bandes biscaïennes ont troublé la vie de Bermeo pendant le XVe siècle et à cause des incendies qu'elle avait subis dans des siècles précédents (durant les années 1297, 1347, 1360, 1422) ont ruiné Bermeo et ont fait que sa population diminue continuellement.
D'autre part, la fondation de la ville de Bilbao en 1300 a contribué notamment à la décadence de Bermeo.
Par la suite, de nouveaux incendies, celui de 1504, affectant toute la ville, ont été des coups rudes, de désolation, mettant en danger leur propre survie.
Malgré les épreuves endurées, Bermeo, pendant le XVIe siècle, a maintenu son prestige, par exemple, la ratification des Ordenanzas de la Cofradía de Pescadores (ordonnances de la confrérie des pêcheurs) le 7 avril 1527, en fait foi. La confirmation par le roi Charles V de privilèges précédents dans le sens que « Ni les habitants de Bermeo, ni ses marchandises, ni étrangers qui viendraient à Bermeo avec ses marchandises, ne seraient saisies mais par dette propre ou par garantie », était donné à Madrid le 10 mars 1546. Le jubileo accordé au couvent de San Francisco par le Pape Paul IV par la bulle datée de 1563, etc.
Cependant, Bermeo montre pendant le XVIe siècle, malgré sa malchance, une dualité pêche-commerce et maintient la plus grande et meilleure flotte de pêche de la péninsule, tandis que ses navires marchands continuent la vieille rivalité séculaire avec le port de Bilbao.
Le XVIIIe siècle marque pour Bermeo une étape de floraison franche, due fondamentalement au développement progressif de l'activité de la pêche, puisqu'elle se combinait alors avec le commerce. Il reprend son dévouement à la pêche et avec elle on entame aussi une période d'une importante activité constructive dans des quais, rues, bâtiments, courants, jetées, etc., ce qui produit un développement urbain appréciable et une augmentation considérable de sa population, ainsi qu'une massive implantation d'ateliers ou hangars de salaisons de poisson et d'industries auxiliaires de la pêche, comme la construction navale avec ses charpentiers rivages et calfatages.
Après de nouvelles convulsions provoquées par l'invasion napoléonienne et par les guerres carlistes, vers 1872, Bermeo connaît un essor extraordinaire, avec une situation économique florissante motivée par les importantes captures de pêche. Cela a permis d'entreprendre d'importants ouvrages d'infrastructure, la construction de bâtiments et de services publics, dont beaucoup sont toujours visibles de nos jours. La reconstruction de la Casa Consistorial, l'ancienne boucherie, l'église de Santa María sont de cette époque. Elle se transforme ainsi, après Bilbao, en la localité biscaïenne la plus peuplée et en meilleur état économique.
Au XXe siècle, Bermeo s'est lancée vers la mer avec un plus grand élan que jamais, recourant à toutes les avancées technologiques, arrivant de cette façon à un essor extraordinaire et se maintenant dans l'avant-garde des flottes de pêches côtières. Elle possède aussi une importante flotte de haute mer, ainsi qu'une structuration industrielle de pêche extraordinaire.

## Démographie et population
L'immigration venue avec l'industrialisation des années 1960 a fait grossir la population d'une façon importante. Durant les années 1990 et jusqu'à l'année 2000, la population a diminué. Mais depuis cette même année, l'immigration a recommencé vers la ville et la population, malgré des petites variations, augmente à nouveau.
| Année     | 1704  | 1784  | 1850  | 1900  | 1925   | 1960   | 1965   | 1970   | 1975   | 1981   | 1986   | 1991   | 1996   |
| Habitants | 1.408 | 3.711 | 5.377 | 9.636 | 11.525 | 13.556 | 15.846 | 17.384 | 17.485 | 18.312 | 18.333 | 17.923 | 17.176 |

| Année     | 2001   | 2004   | 2007   | 2008   | 2010   | 2011   | 2012   | 2013   | 2014   |
| Habitants | 16.938 | 16.901 | 17.429 | 17.069 | 17.026 | 17.078 | 17.144 | 17.159 | 17.057 |

## Économie

### Le port

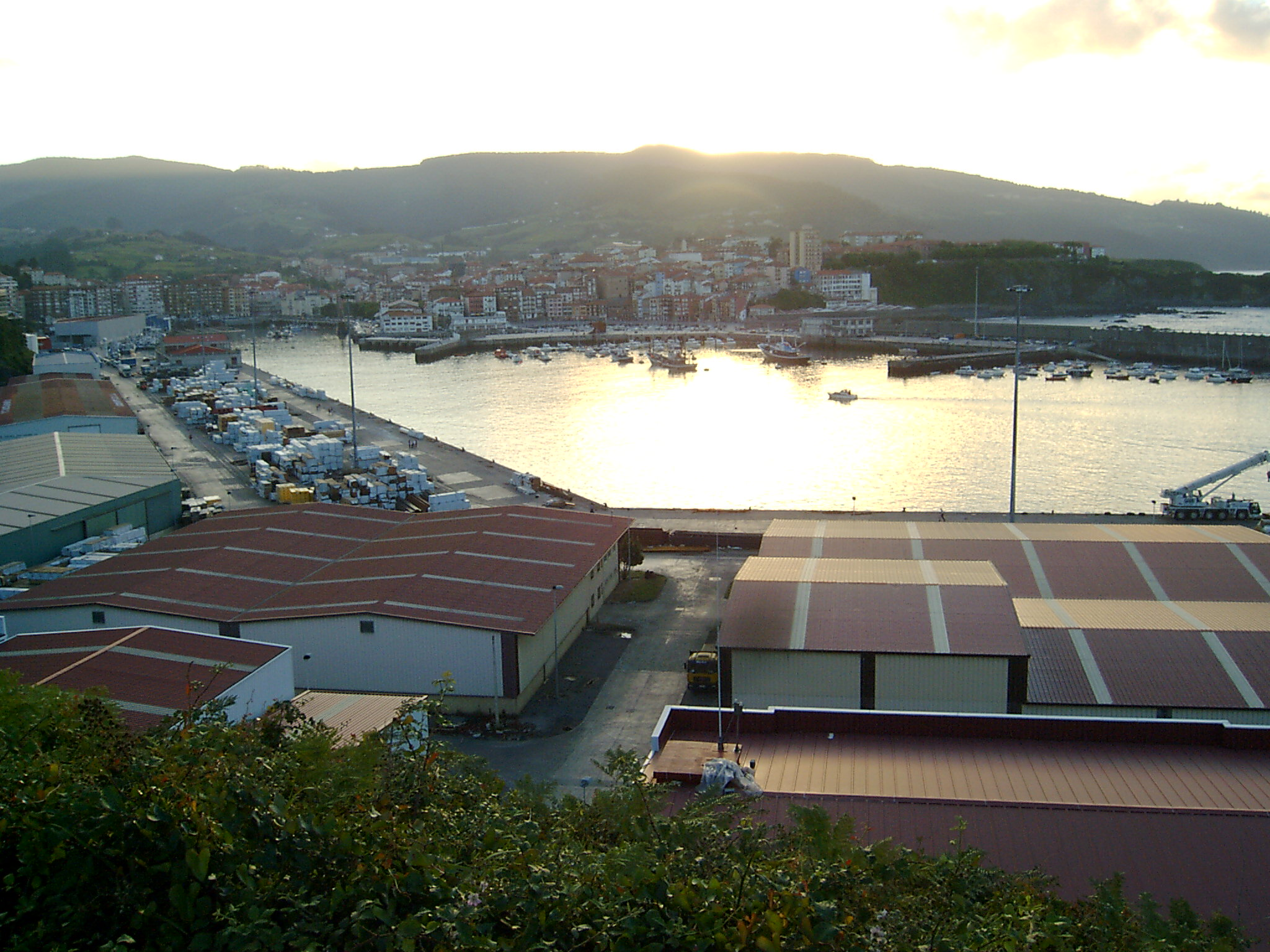
Port de Commerce

L'économie de Bermeo est basée sur l'activité de la pêche. Le port a longtemps été la principale source de revenus de la localité. Bermeo possède une importante flotte de bateaux et la flotte côtière la plus importante du Pays basque[réf. nécessaire]. La confrérie de pêcheurs San Pedro est une des plus importantes de Biscaye, avec une activité conséquente[réf. nécessaire].
De plus, il existe plusieurs entreprises consacrées aux conserves de poisson parmi lesquelles Zallo, Serrats et Salica. Mais l'industrie ne se base pas uniquement sur les conserves de poisson. Il existe plusieurs entreprises attachées au secteur maritime destinées à la fabrication de moteurs diesel et articles pour embarcations, comme l'entreprise Wartsila Ibérica.
Dans le port, l'activité de la pêche n'est pas la seule. Il existe une zone portuaire commerciale qui reçoit diverses matières premières durant toute l'année. Sur le même quai se trouvent des entreprises de consignation de cargo et de grands entrepôts.
Une autre entreprise remarquable est la plate-forme de gaz La Gaviota, par laquelle le gaz arrive de la plate-forme maritime éponyme.

### Industries
Différentes entreprises attachées à l'industrie de bois sont également implantées localement.

### Tertiaire
Le centre d'innovation DenokInn est destiné à l'étude de nouvelles alternatives de travail et création d'emplois.

## Port
Bermeo a gagné de l'importance comme port pendant le Moyen Âge. À cette époque, la pêche et le commerce étaient protagonistes. Le port est un des plus importants du Pays basque, et le plus important pour ce qui est de la pêche littorale.

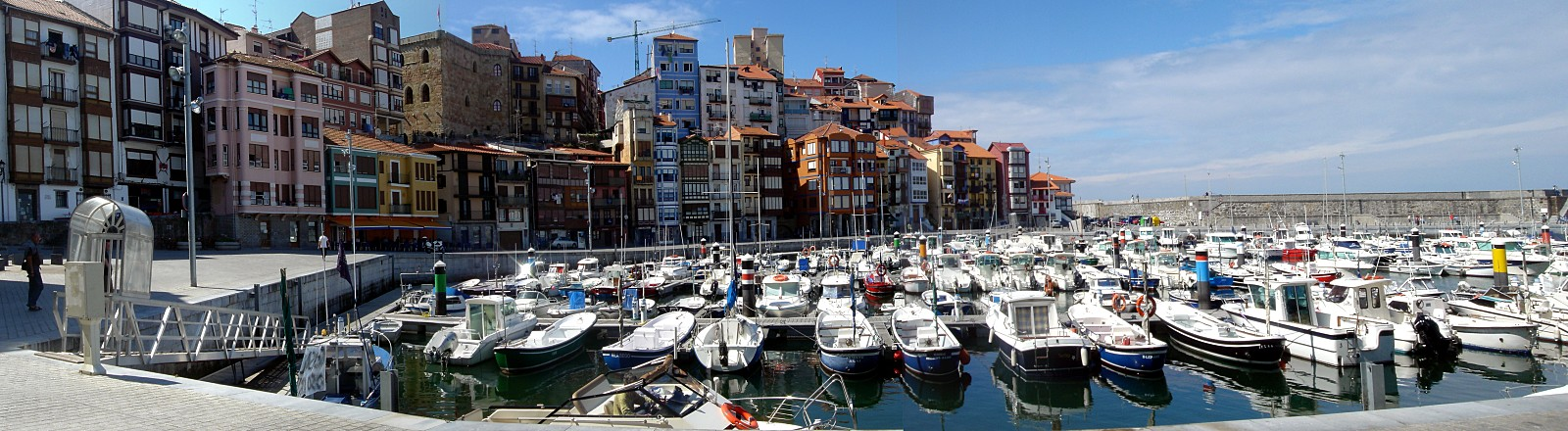
Vue du vieux port de Bermeo, aujourd'hui port de plaisance

Actuellement[Quand ?], grâce aux investissements réalisés pour le Gouvernement Basque, il a regagné son activité mercantile. De plus, depuis 2006 Bermeo possède un port sportif.

## Caractéristiques

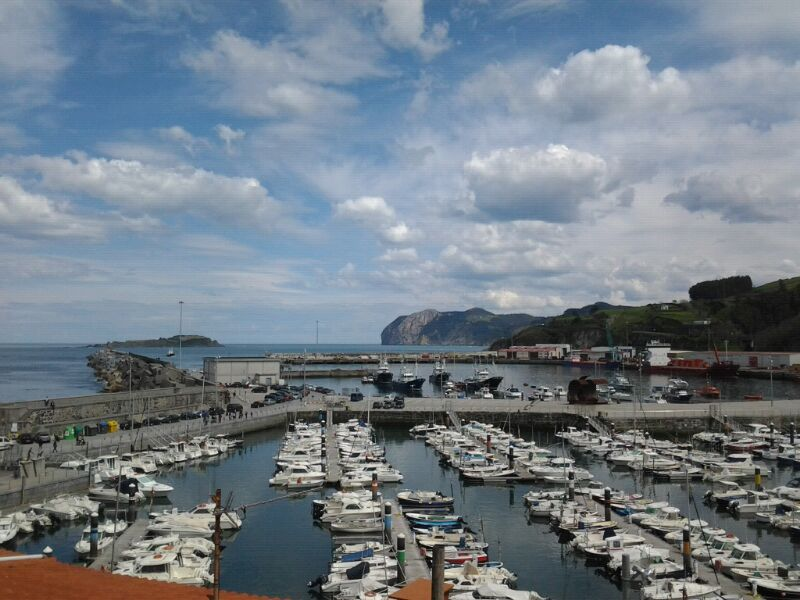
Entrée du port

- Largeur: 90 mètres
- Profondeur: 6 mètres
- Adresse: est - nord-est

### Quai xixili
- Longueur: 140 m
- Profondeur: 0,6 m
- Surface: 3,100 mètres cadrés.
- Entrepôts couverts: -

### Quai erroxape
- Longueur: 520 m
- Profondeur: 0,6 m
- Surface: 60 000 m2
- Entrepôts couverts: 12 000 m2

### Services
- Chantiers
- Mouillages
- Chemin de fer port
- Dépanneuses (De 12 tonnes)

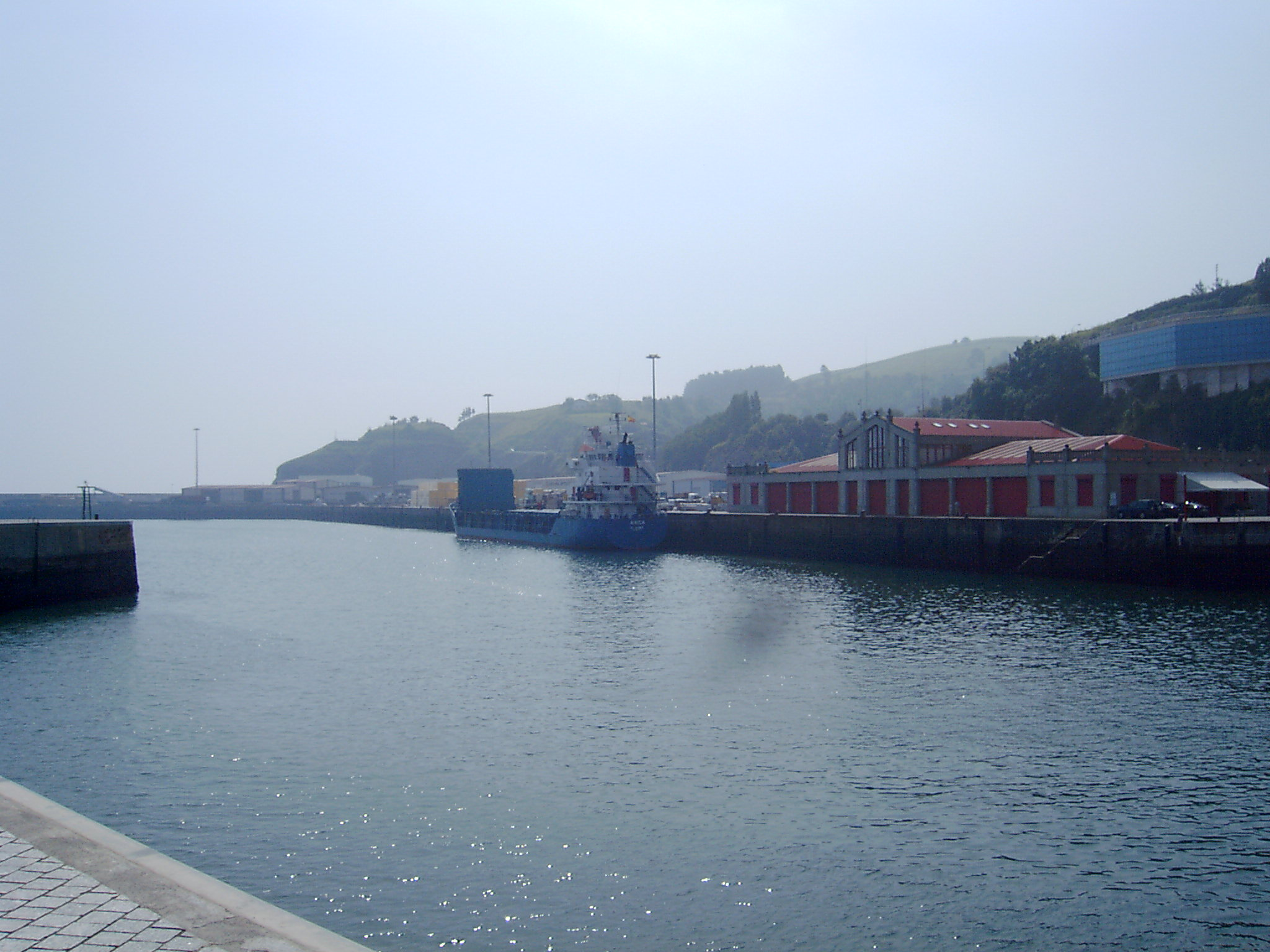
Port de commerce.

- Ateliers de réparation, menuiseries.
- Fourniture d'eau.
- Fourniture de combustible: gaz *oil.
- tu prends d'électricité.
- Bascules: 3 (De 40 et 60 tonnes)
- Ramassage d'huile usée.

- BUREAU PORTUAIRE: Quai Matxikorta.

- CAPITAINE MARITIME: Quai Erroxape.

- BERMEOKO LEBAZALIEK et MENDIETA Ou.T.I: Fraile leku rue 1.

- MAISON DE LA MER (INSTITUT SOCIAL DE LA MARINE): Arrantzaleen kofradia rue 1.

- Croix-Rouge - GURUTZ GORRIA (SAUVETAGE MARITIME): Quai Matxikorta.

Le port possède entre autres des usines de glace et de congélateurs ainsi que des viviers. Il est également le siège de la confrérie de pêcheurs San Pedro.

## Culture

### Langue
Le dialecte local est un dérivé du Basque occidental. Le pourcentage de personnes sachant parler le basque est assez élevé (75,7 %), bien que l'usage soit un peu inférieur (60,3 %). Il y a des différences évidentes entre les secteurs de la population, puisque l'usage est de 80,1 % chez les personnes âgées, de 31,1 % pour les adultes, de 31,9 % chez les jeunes et de 53,5 % chez les enfants.

### Foires et marchés
- Arrain Azoka (Foire au Poisson)

La foire au poisson a lieu l'avant-avant-dernier ou l'avant-dernier week-end de mai. Il s'agit d'une foire qui dure trois jours (vendredi, samedi et dimanche) où les différentes entreprises du secteur de la pêche maritime exposent leurs produits et les mettent à la vente. La foire amuse de bon *acolliment puisqu'elle reçoit près de 100 000 personnes chaque année et est très connue dans toute la province. Pendant le week-end que dure la foire s'organisent des visites guidées dans des usines de poisson, sont réalisés des simulacres de vente de poisson dans l'ancienne confrérie, sont organisés des jeux et des ateliers pour les plus petits et s'ouvre un chapiteau dans lequel on peut déguster les différentes espèces de poissons.
- Foire agricole de Sainte Eufemia

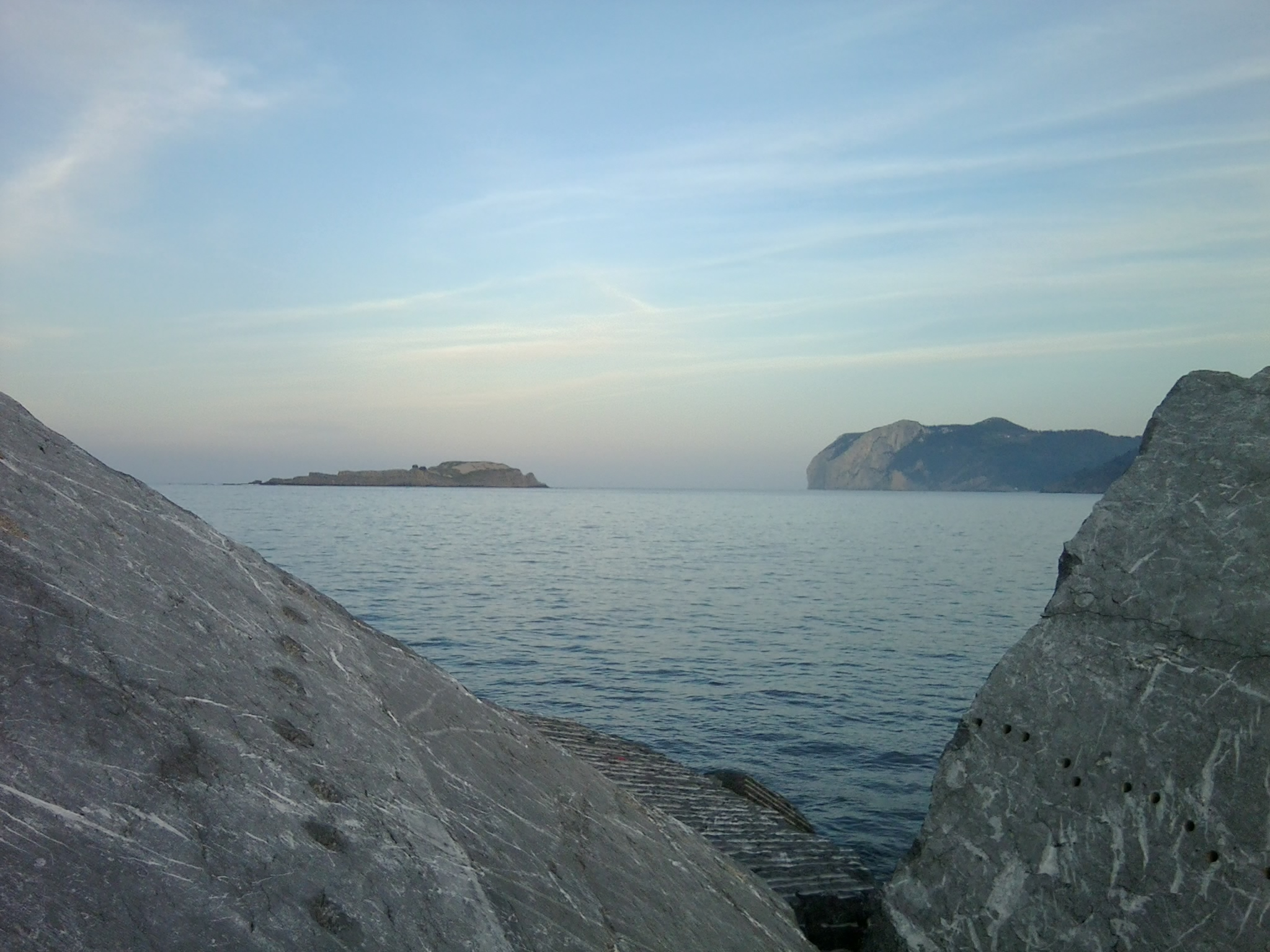
Izaro et Ogoño

Cette foire s'organise chaque 16 septembre à l'occasion du dernier jour des fêtes patronales de la localité, le jour de Sainte Eufemia. Dans cette foire on expose les différents produits élaborés dans les hameaux basques, fromages, "chacolí" de Biscaye, légumes, sucreries, fruits, ainsi que des produits artisanaux.
- Foire Médiévale

Cette foire est organisée l'avant-avant-dernier ou l'avant-dernier week-end d'octobre, on y organise différentes activités liées à l'histoire de Bermeo. Sur les places de la foire, on peut déguster différentes charcuteries et sucreries et on peut trouver différents articles artisanaux.
- Marché hebdomadaire

Chaque semaine, le mardi, différentes places offrent des postes de vente de plusieurs articles comme des chaussures, des vêtements, des sucreries, des fruits et légumes, des articles musicaux ou de ménage dans la rue Atalde.
- Marché municipal

Ce marché offre différents types de produits tout au long de l'année comme des boucheries, des charcuteries, des poissonneries, des magasins de fleurs, des ventes d'œufs, des ventes de bijoux et un snack-bar.

## Tourisme

### Lieux d'intérêt
- San Juan de Gaztelugatxe

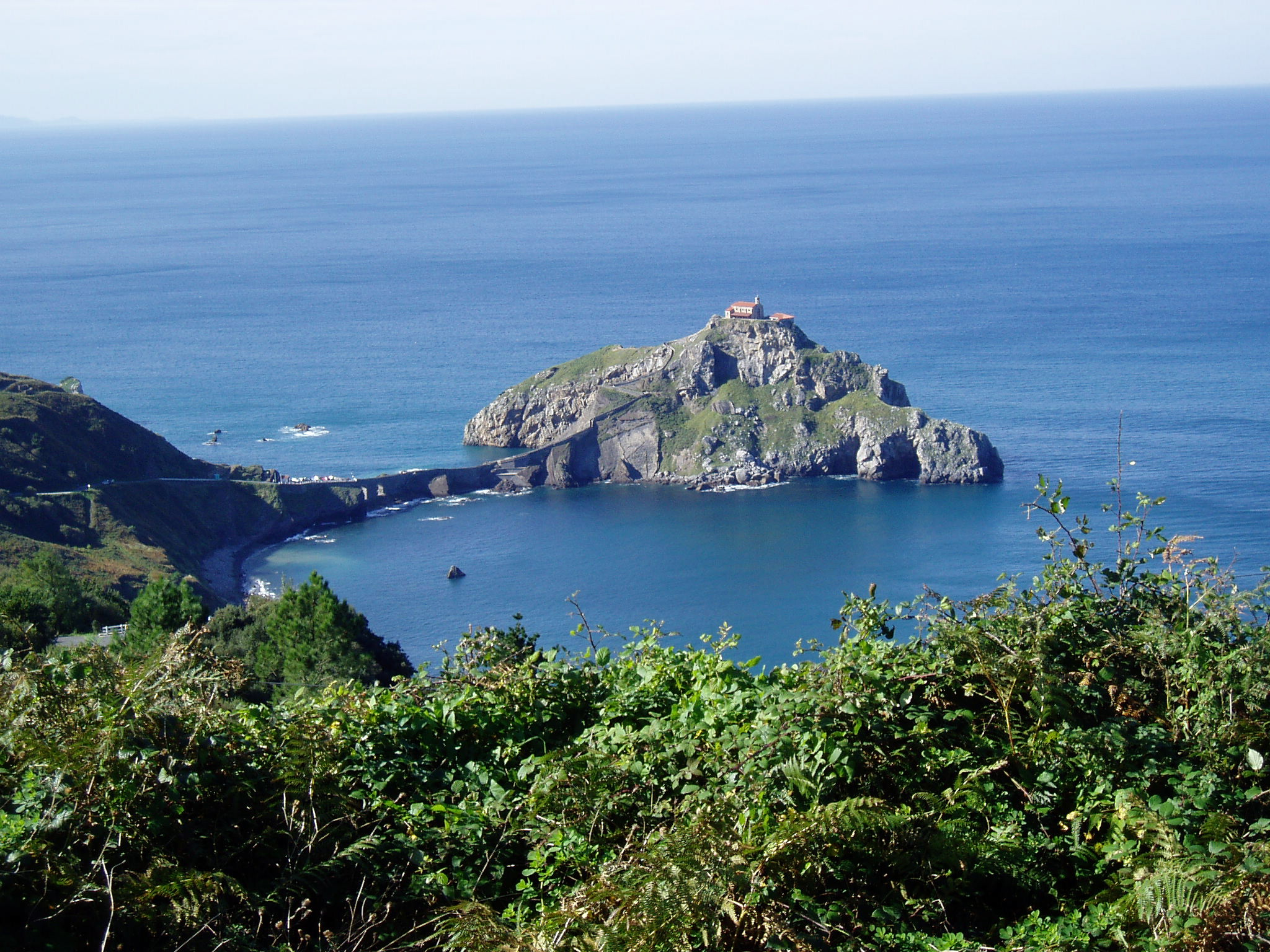
San Juan de Gaztelugatxe

En prenant la route vers Baquio nous trouverons le phare de Machichaco, au cap du même nom (Matxitxako en basque). En continuant le chemin nous arriverons à l'île d'Akatz, près de l'île de San Juan de Gaztelugatxe. Cette île-rocher est un îlot uni à la terre par un pont de pierre. Au XIVe siècle, il possédait un château, et abrite aujourd'hui la chapelle de Saint Jean (Ermita de San Juan en espagnol). Chaque 24 juin on fait un pèlerinage depuis Bermeo jusqu'au rocher, où se rendent des centaines de personnes venues de tout le Pays basque (province de Vizcaya) ainsi que d'autres endroits. Le 29 août on célèbre une messe en honneur de Saint Jean décapité (San Juan degollado). Le 31 décembre, on y donne une autre messe pour fêter le nouvel an.
Cet endroit est le lieu touristique d'Euskadi par excellence, puisqu'il reçoit des milliers de visiteurs chaque année. Il est prévu de donner à l'îlot et son environnement le titre de réserve protégée.
- Île Akatz

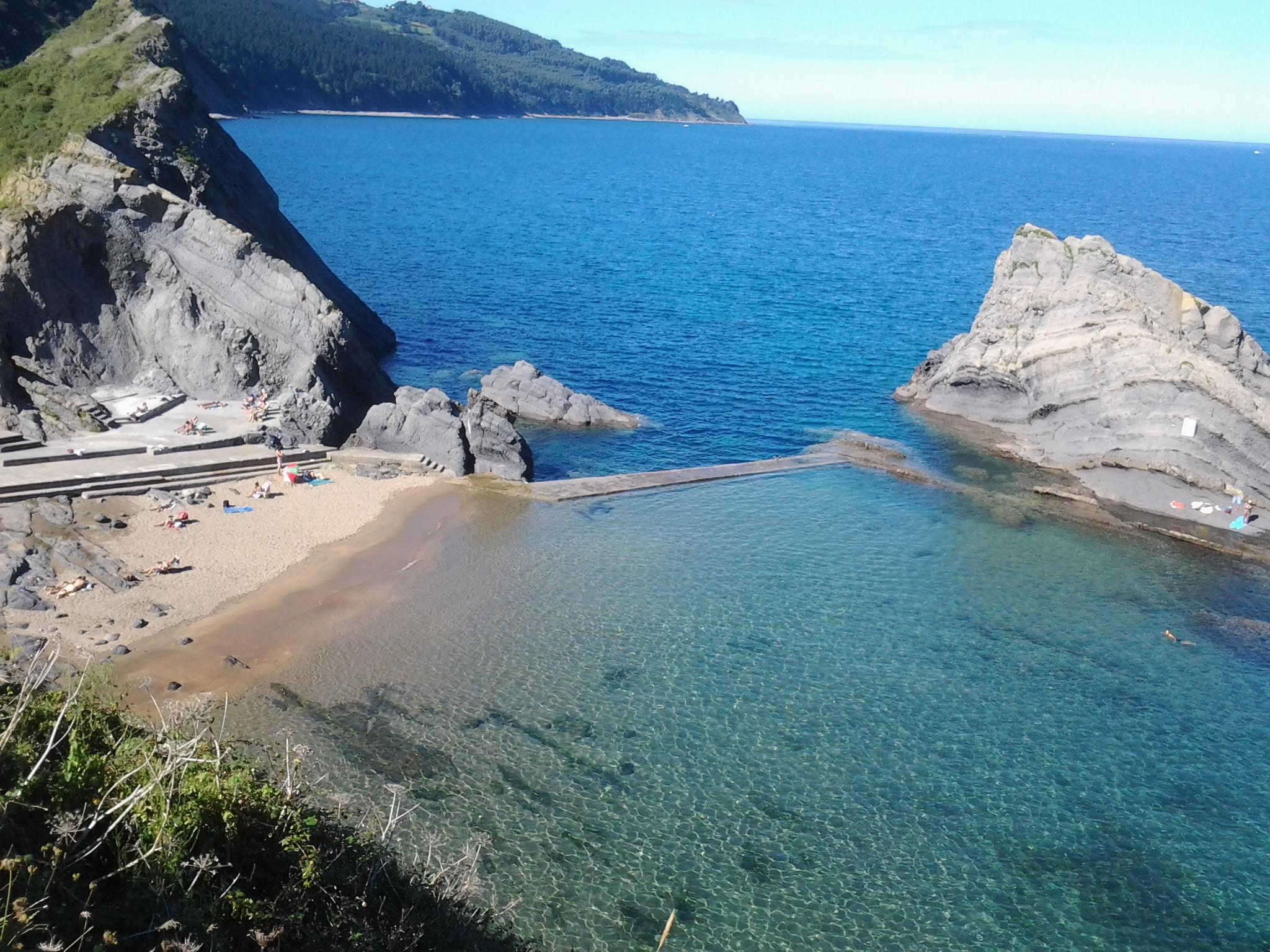
Plage Aritzatxu

L'îlot proche, plus connu comme "l'île Akatz", est situé entre le cap Machichaco et San Juan de Gaztelugatxe. C'est un petit rocher, avec une végétation rare qui héberge une importante population d'oiseaux.
- Cap Matxitxako

Le cap Matxitxako abrite deux phares du même nom, un phare ancien désormais inutilisé et le nouveau qui est en fonctionnement. Le lieu offre de belles vues sur toute la côte biscayenne et on peut même parfois apercevoir des cétacés.
- Île Izaro

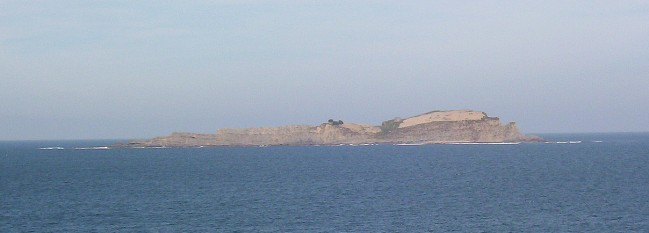
Île Izaro

Cette île est située à l'entrée à la Réserve de la biosfère de Urdaibai. Sur la grande partie de l'île, il y a eu un couvent de franciscains jusqu'au XIIIe siècle. Postérieurement a été bâtie l'Ermita (Chapelle) de la Magdalena. Non loin, la Ria d'Urdaibai est une zone écologique protégée où divers oiseaux nichent et donnent naissance à leurs petits.
- Quartier historique

Des maisons de pêcheurs de différentes couleurs avec des réminiscences médiévales bordent de jolies rues, des places et le vieux port de Bermeo.
- Plage Aritzatxu

Aritzatxu est une cale de petites dimensions qui offre un lieu excellent pour prendre le soleil au printemps et en été, et se baigner dans ses eaux limpides. La plage dispose d'un service de sauvetage, d'agents de plage, de toilettes et d'une buvette.

### Bâtiments d'Intérêt
- Torre Ercilla

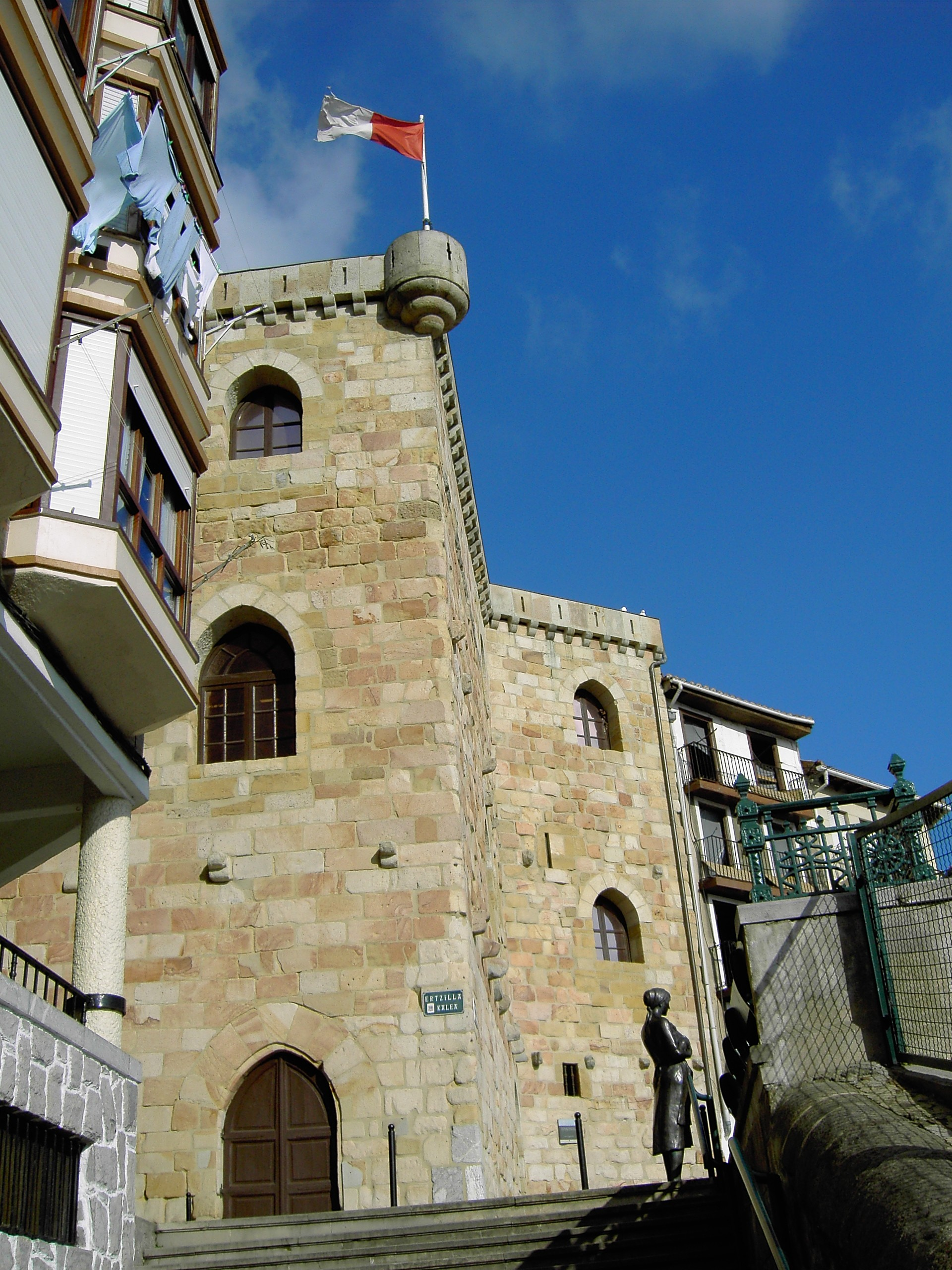
Torre de Ercilla

Parmi les 30 tours qui défendaient Bermeo au Moyen Âge, elle est la seule qui reste en état. Elle est située stratégiquement sur le vieux port et a été construite à la fin du XVe siècle. La maison des Ercilla est une maison-tour. De cette lignée sont issus les célèbres Fortún García Ercilla et Alonso Ercilla y Zúñiga, auteur de la Araucana. Pendant des siècles, la tour a été négligée et a perdu son affectation militaire. Elle a servi de marché, de maison de pêcheurs et de magasin de poisson. En 1948 on en a restauré la façade et on a retrouvé des arcs gothiques. Elle a été nommée « Musée du pêcheur ». En 1984 et 1985 elle a fait l'objet de nouvelles restaurations, en changeant les assises de la façade.
- Le Casino

Œuvre de Severino Atxukarro. Il a été construit en 1894 et il s'est écroulé en 1983 à cause d'inondations. Reconstruite, cette œuvre est considérée de style eclepticisme (?). Il se trouve dans le Parc Lamera. Les différentes zones du bâtiment abritent des activités diverses : d'une part la salle d'exposés et conférences "Nestor Basterretxea", d'autre part un restaurant dans l'espace central du bâtiment. Sur le côté opposé, y a un pub irlandais et un snack-bar.
- Maison consistoriale de Bermeo

Située sur la place Sabino Arana Goiri, elle fut érigée en 1732. Sur sa façade on peut remarquer deux cadrans solaires. Le bâtiment est prévu au classement des Monuments Historiques Artistiques.
- Maison Kikunbera

On peut la classer dans le "Rationalisme basque". C'est un bâtiment dont la structure rappelle celle d'un bateau, qui a été déclaré Monument Historique Artistique en 1995.
- Batzoki

C'est une construction de style moderniste, œuvre de Pedro Ispizua.

### Églises et Monuments
- Le couvent de San Francisco

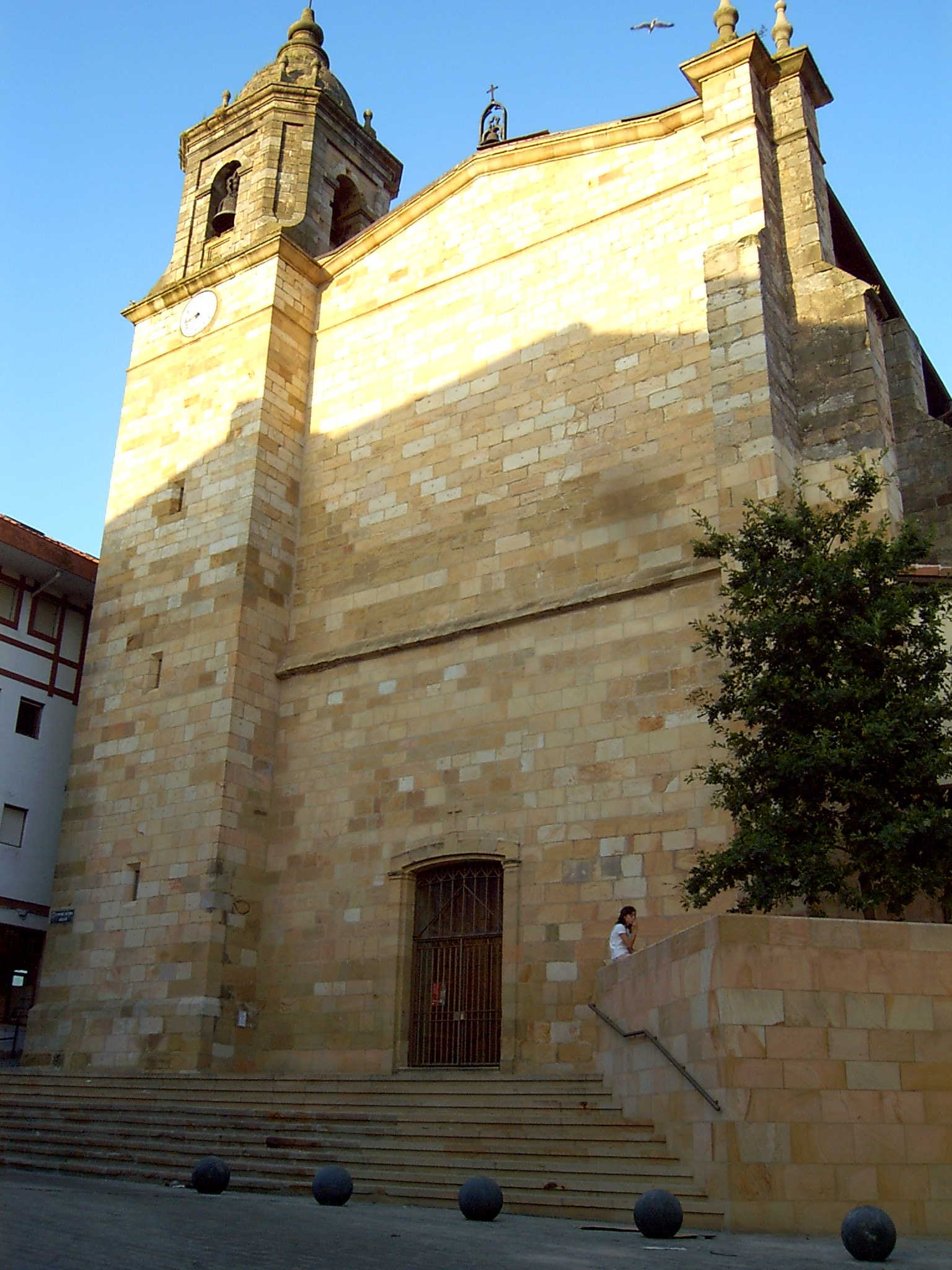
Église Santa Eufemia

Construit le 30 janvier 1357, il se trouve à l'extérieur de la ville. Le couvent est composé d'une église gothique, d'un cloître et d'une résidence. Des années plus tard le pape a voulu fermer ce couvent mais sans résultat.
Église:
Elle est de plan rectangulaire de 12 m de largeur sur 48 m de longueur et 21 mètres de haut. Elle est composée d'une seule nef gothique du XVIe siècle. La nef de sept tronçons avec des contreforts croisés simples et des chapelles sur les côtés. Son retable est baroque. Dans le chœur se trouve un grand orgue de 1914 et une rosette de petites dimensions. L'église a une longue histoire, elle a notamment été brûlée au XIXe siècle par les Anglais puis reconstruite.
Cloître:
L'élément le plus remarquable est le carré de 14 mètres par 14 de l'enceinte. Plus ancien que l'église, c'est l'élément le plus ancien et le plus beau. Le jardin qui simule l'éden est encerclé par une rangée d'arcs ogivaux. Au lieu de contreforts il a de simples poutres de bois qui supportent le poids des étages supérieurs. Au cours des siècles la résidence a été modifiée pour servir de quartier, d'école nautique, de cour, etc., et dans le cloître il y avait généralement le marché d'approvisionnement. Il a été récemment acheté par la mairie et a été restauré. Il sert actuellement de salle de classe pour le catéchisme.
- Église Santa Eufemia

Située sur le vieux port de la ville, c'est l'église la plus ancienne et la plus importante du point de vue historique, parce que les anciens rois s'y rendaient pour prêter serment. C'est une "Iglesia juradera", d'où son importance.
Datant du XIIIe siècle, on pense qu'elle a été fondée en même temps que la ville. Ses dimensions sont de 20 m de hauteur, 26 m de long et 12 m de haut. Elle possède un retable néo-gothique. À 20 m approximativement, se trouve une tour baroque du XVIIIe siècle. Parmi son mobilier il convient de souligner la tombe des Mendoza. Étant donné qu'il a souffert de plusieurs incendies, l'actuel bâtiment est du XVe siècle. On lui a construit un porche qui s'est effondré lors d'une restauration en 2000.
- Église Santa Maria de l'Ascension

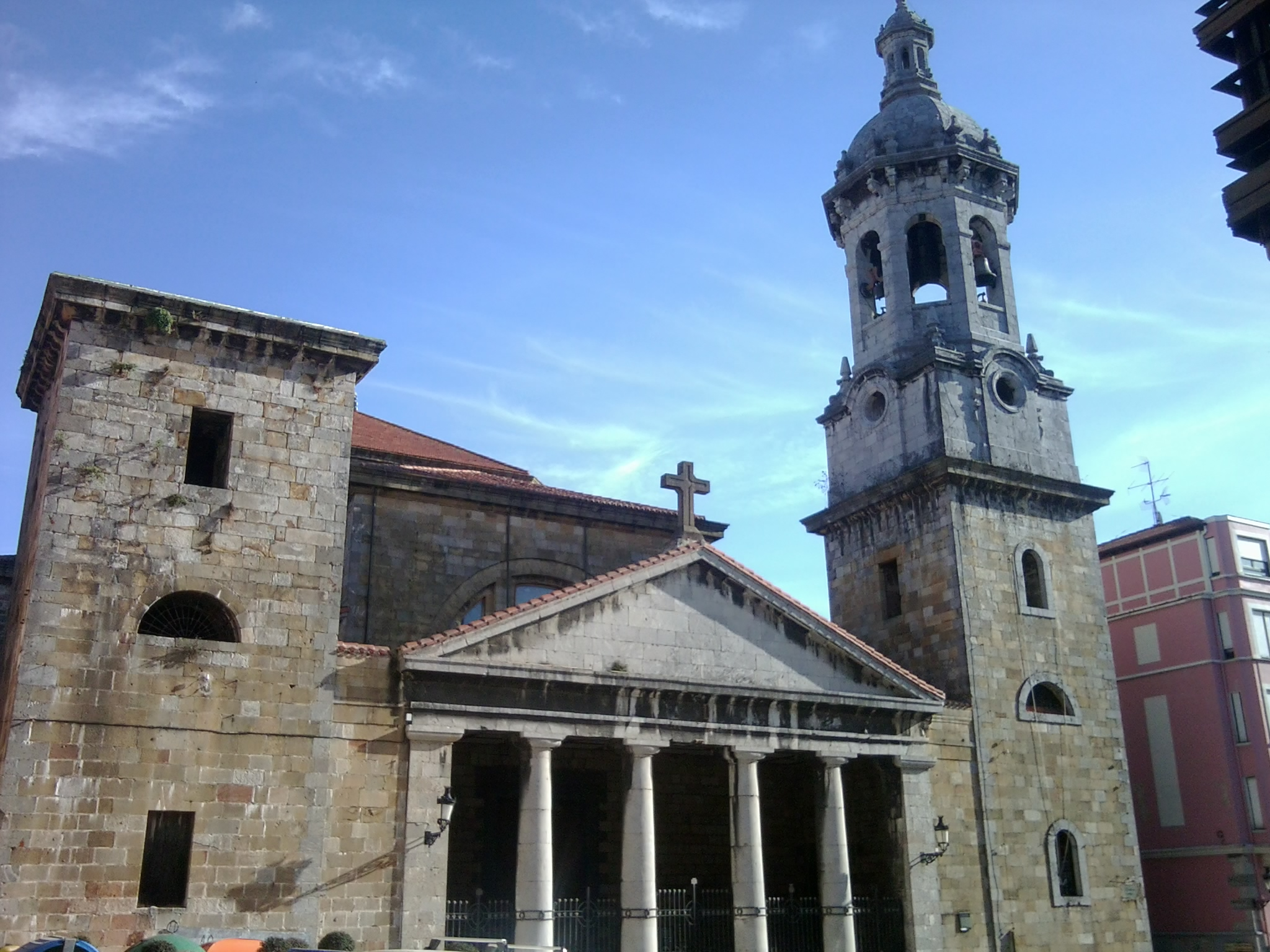
Église de Santa María de la Asunción

Il s'agit de l'église la plus récente de Bermeo, construite vers le milieu du XIXe siècle par l'architecte Silvestre Pérez.
Celle-ci a été construite à la place de la précédente, l'église Santa María de la Tala qui était en très mauvais état et a dû être démolie. Les travaux ont démarré en 1823 et bien qu'ils se soient terminés en 1858, on ne l'a pas inaugurée avant 1866. Elle n'était pas encore finie, ni à l'intérieur ni à l'extérieur, tant la construction a été rapide pour remplacer la vieille église de la Tala. Par exemple, la tour s'est terminée en 1899.
Le bâtiment est néo-classique, avec deux tours sur les côtés, le côté droit a un clocher, l'autre est inachevé. Flanqué par les tours on trouve le porche auquel on accède par une rangée de colonnes qui servent de base au fronton triangulaire du haut. Ce bâtiment rappelle plus un temple romain ou grec qu'une église catholique. Le plan est une croix grecque avec une grande coupole octogonale qui s'achève dans le centre. Entre les arcs qui tiennent la coupole il y a quatre retables et dans l'entrée sur les côtés, il y a deux chapelles.
- Santa Maria de la Tala

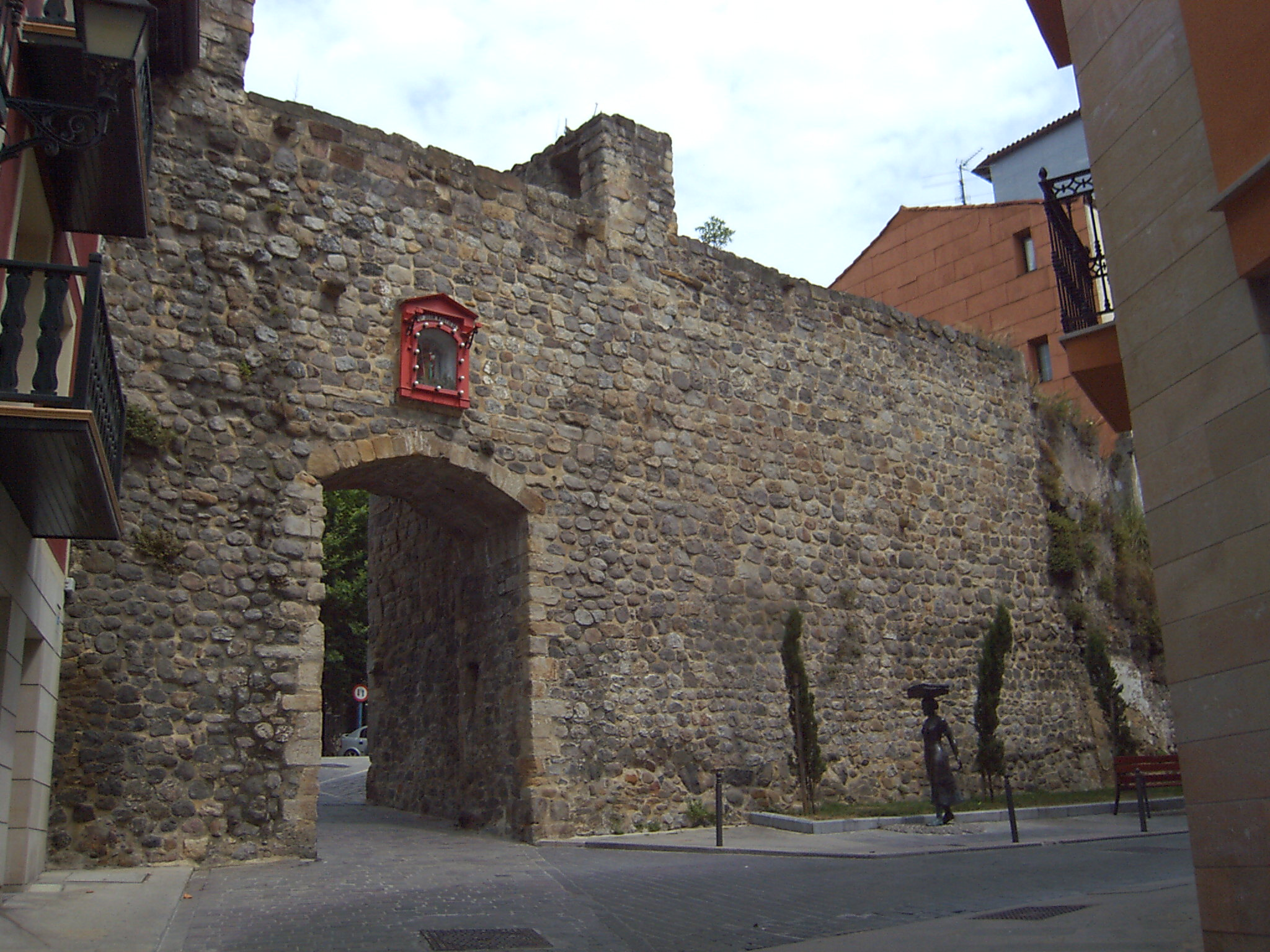
Porte de San Juan vue depuis l'intérieur de la muraille.

Construite en 1310 et effondrée à cause de son mauvais état au XVIIIe siècle, elle occupait l'emplacement de l'actuel hôpital psychiatrique.
- Centre d'interprétation de la pêche de la baleine "Aita Guria"

Il s'agit d'une recréation d'un bateau baleinier du siècle XVII, située sur le quai Artza. Il existe des visites guidées du bateau.
- Muraille

On conserve quelques tronçons de l'ancienne muraille qui entourait la ville. La porte de San Juan est significative.
AUTRUI

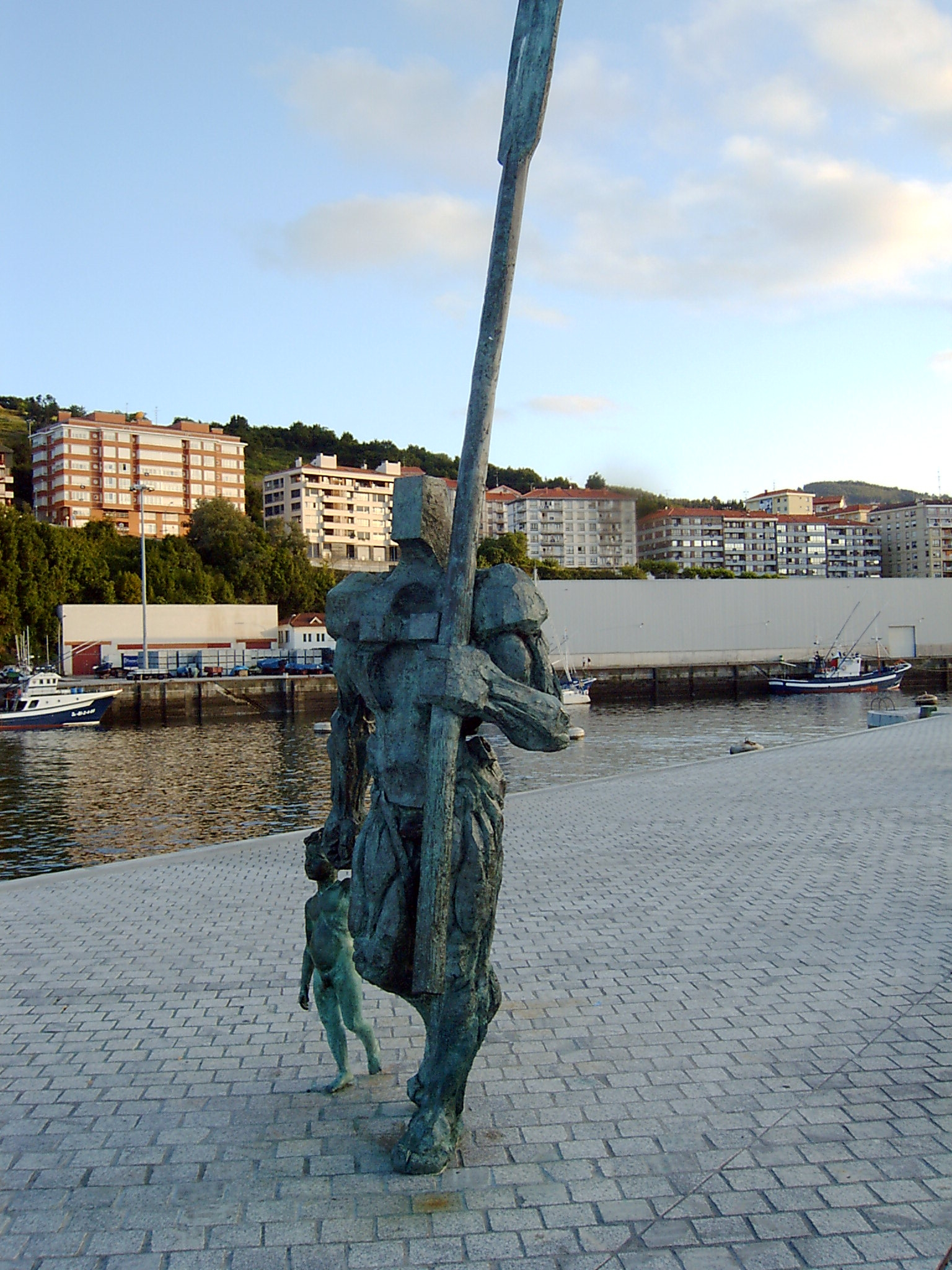
"Le Retour" sculpture

Il existe diverses sculptures en hommage à des artistes, à des personnages importants pour la ville, des marins ou des agriculteurs.
- "Le Retour" : Sculpture en hommage aux marins de la ville, située sur le quai du fanal vert.
- "Hommage au peintre Benito Barrueta": Sculpture érigée dans la Tala.
- "Ils rentrent" : il s'agit de quelques sculptures qui représentent une famille qui a été habitée par un sentiment d'horreur le 12 août 1912 en raison d'une galerne. Elles sont situées sur la Place Torrontero.
- "Les Villageois" : il s'agit de deux personnages qui rappellent les visites que les agriculteurs faisaient dans la ville quand ils cherchaient à vendre leur récolte. Ils sont construits en hommage à leur labeur. Ils se trouvent sur la Place Taraska.
- "Hommage à la bataille de Matxitxako": il s'agit d'une sculpture érigée à proximité de San Juan de Gaztelugatxe.
- "La Vague" : œuvre du sculpteur Nestor Basterretxea, consacrée à la ville de Bermeo et à ses citoyens. Elle se trouve dans le vieux port.
- "Xixili" : Figure de la belle sirène populaire à la localité. Elle se trouve sur le quai qui porte son nom et qui donne entrée au port de Bermeo.
- "Vendeuses de Poisson": sculptures consacrées au labeur que les vendeuses de poisson réalisaient. Elles se trouvent près de l'Arc de San Juan.
- "La dernière vague, le dernier souffle" : sculpture d'Enrike Zubia, située dans le vieux port.
- "Sculpture Alonso Ercilla" : buste consacré à Alonso Ercilla. Auteur de la "Araucana" dont les parents étaient de Bermeo.
- Cosmogonie basque : ensemble de sculptures de l'artiste Nestor Basterretxea. Elles se trouvent au Parc Lamera.

## Galerie d'images

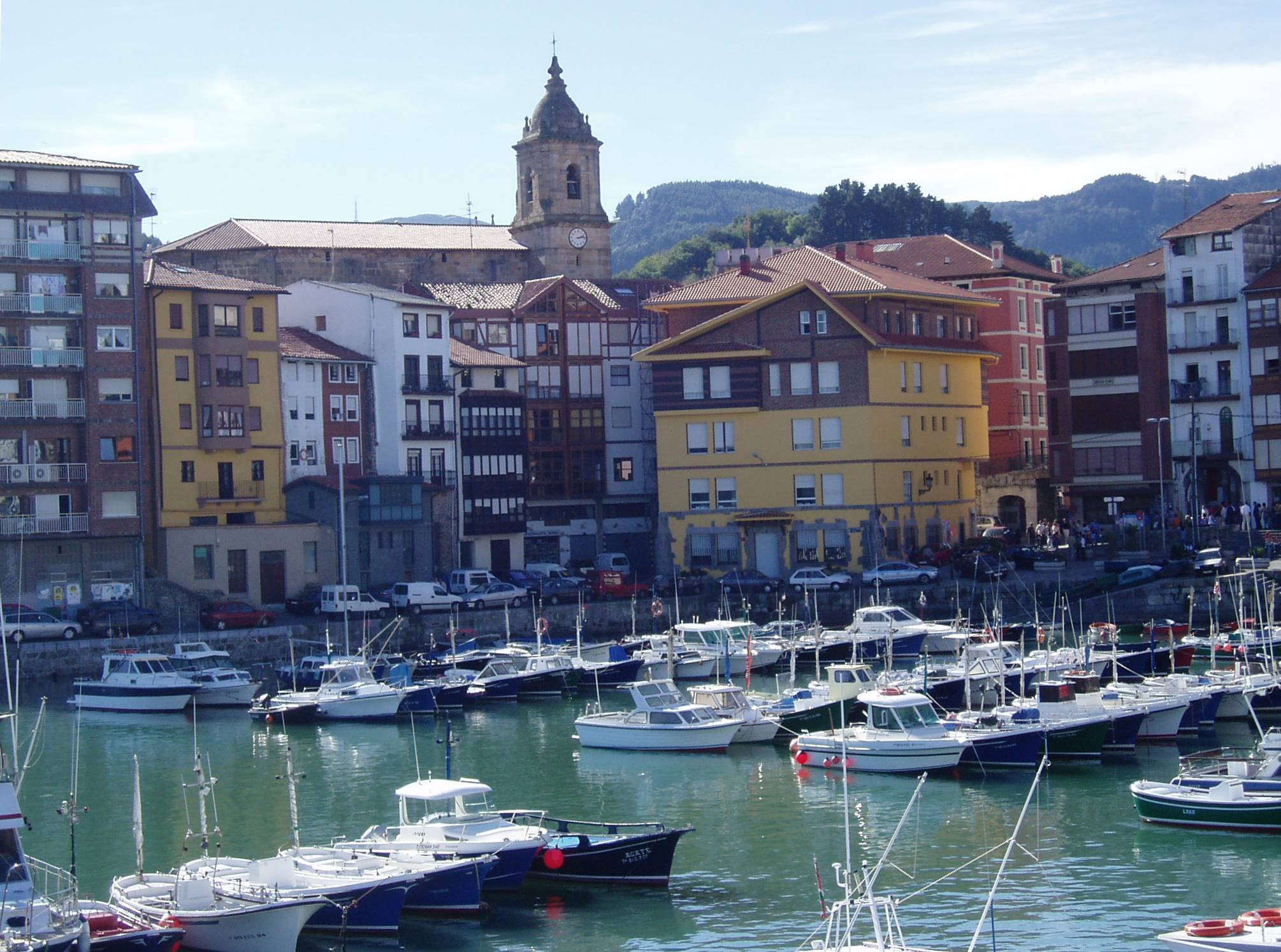
Port vieux
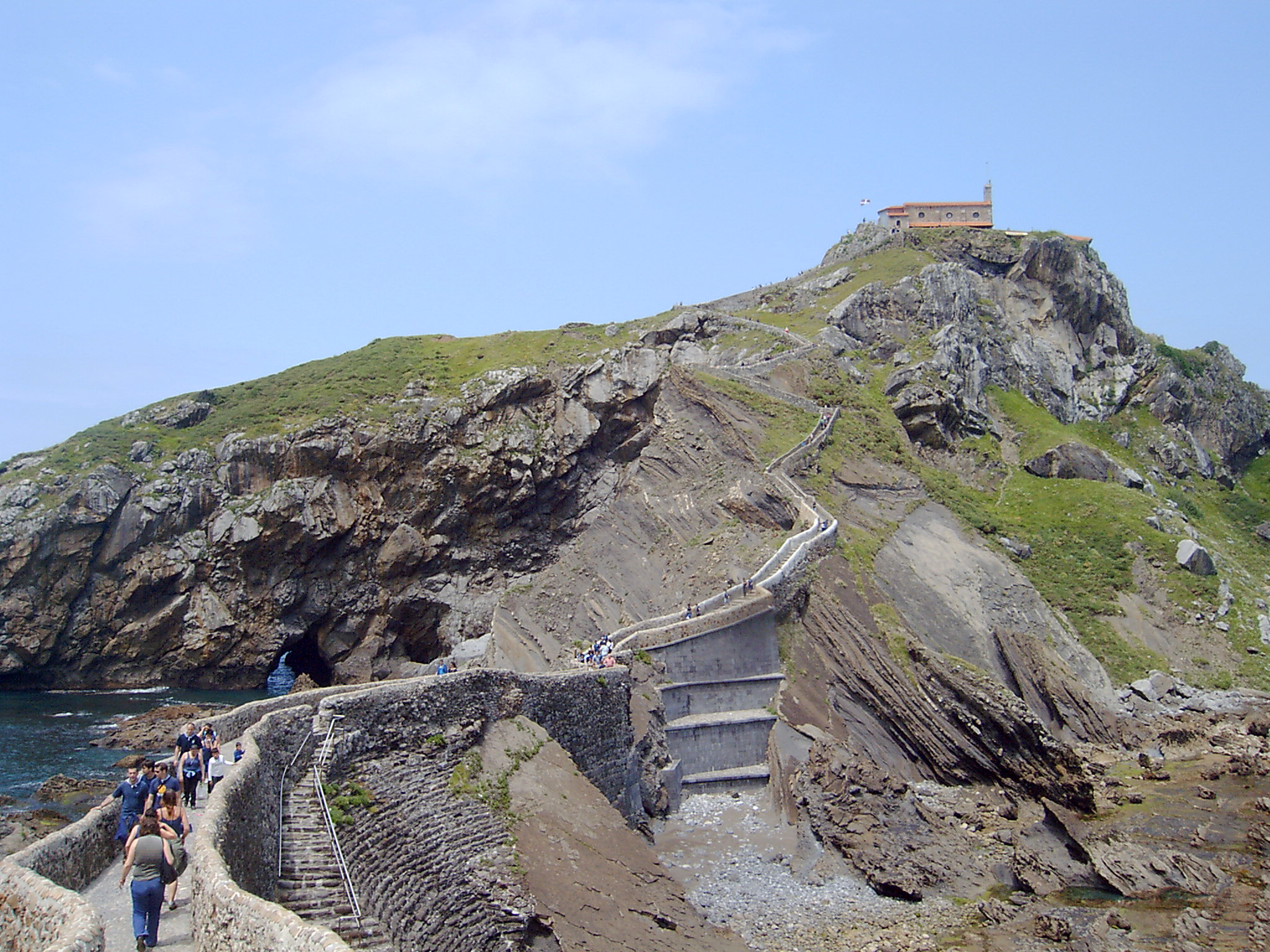
San Juan de Gaztelugatxe
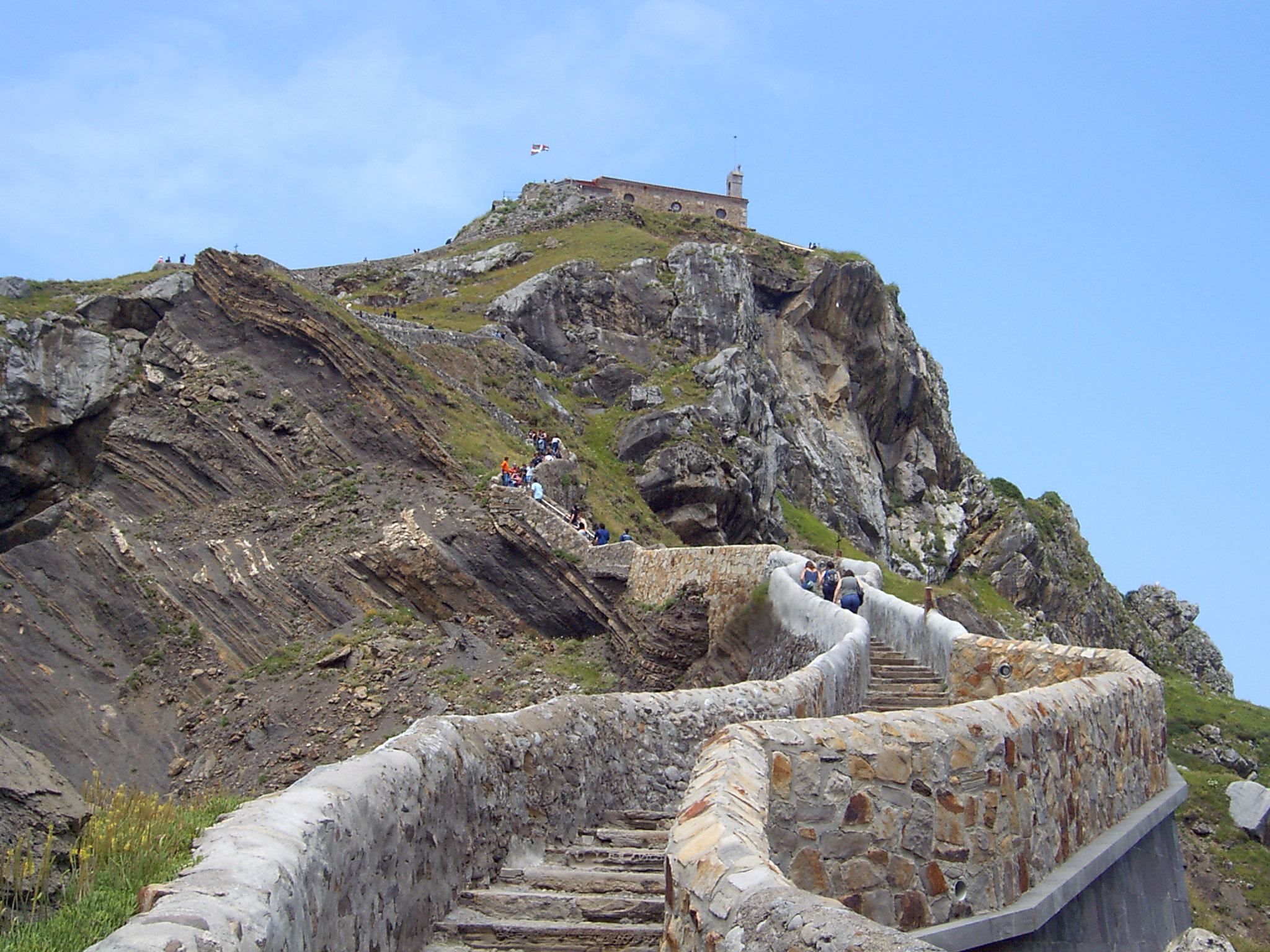
Échelles de San Juan
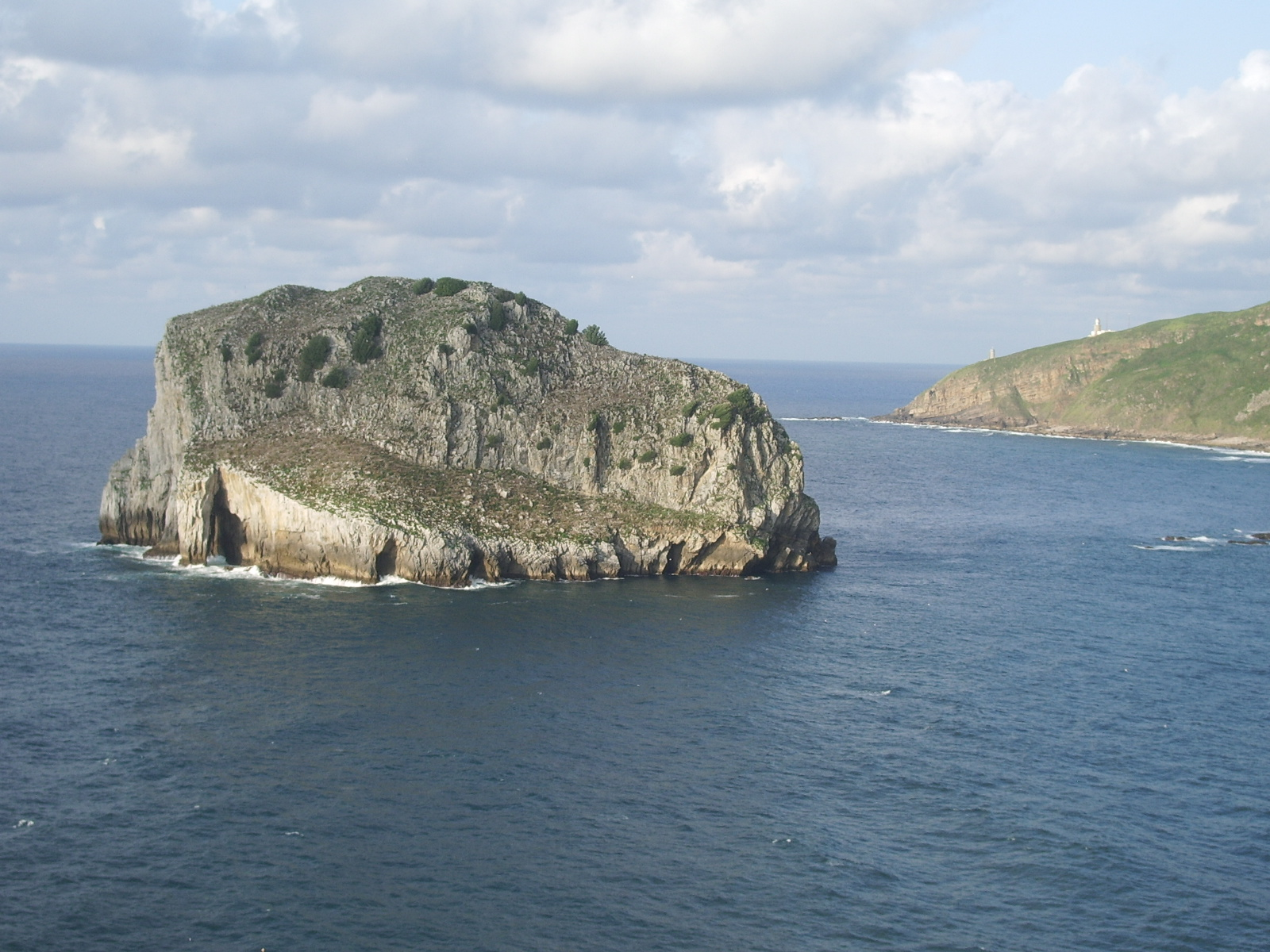
Île Akatz
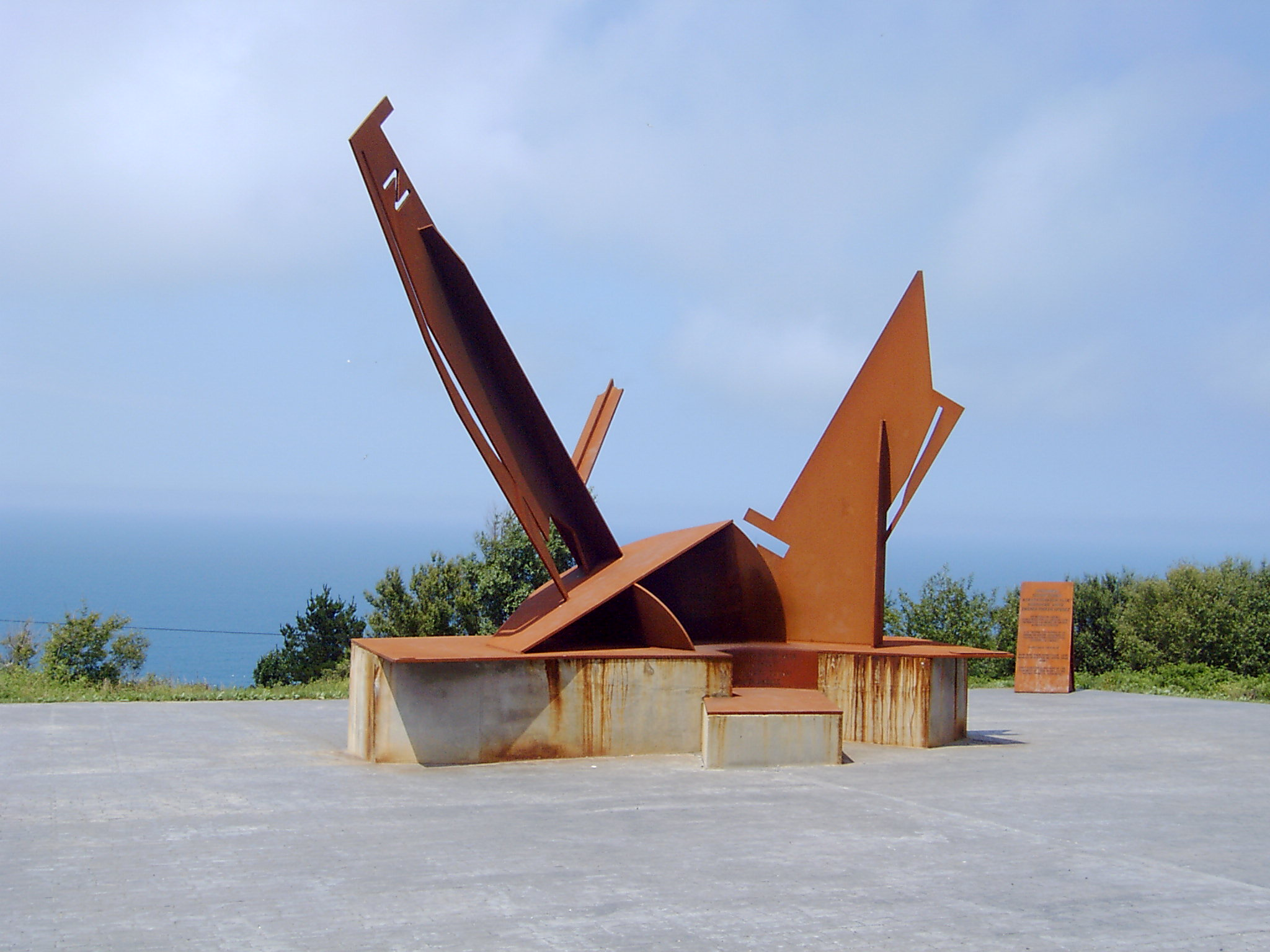
Monument aux morts à la bataille de Machichaco
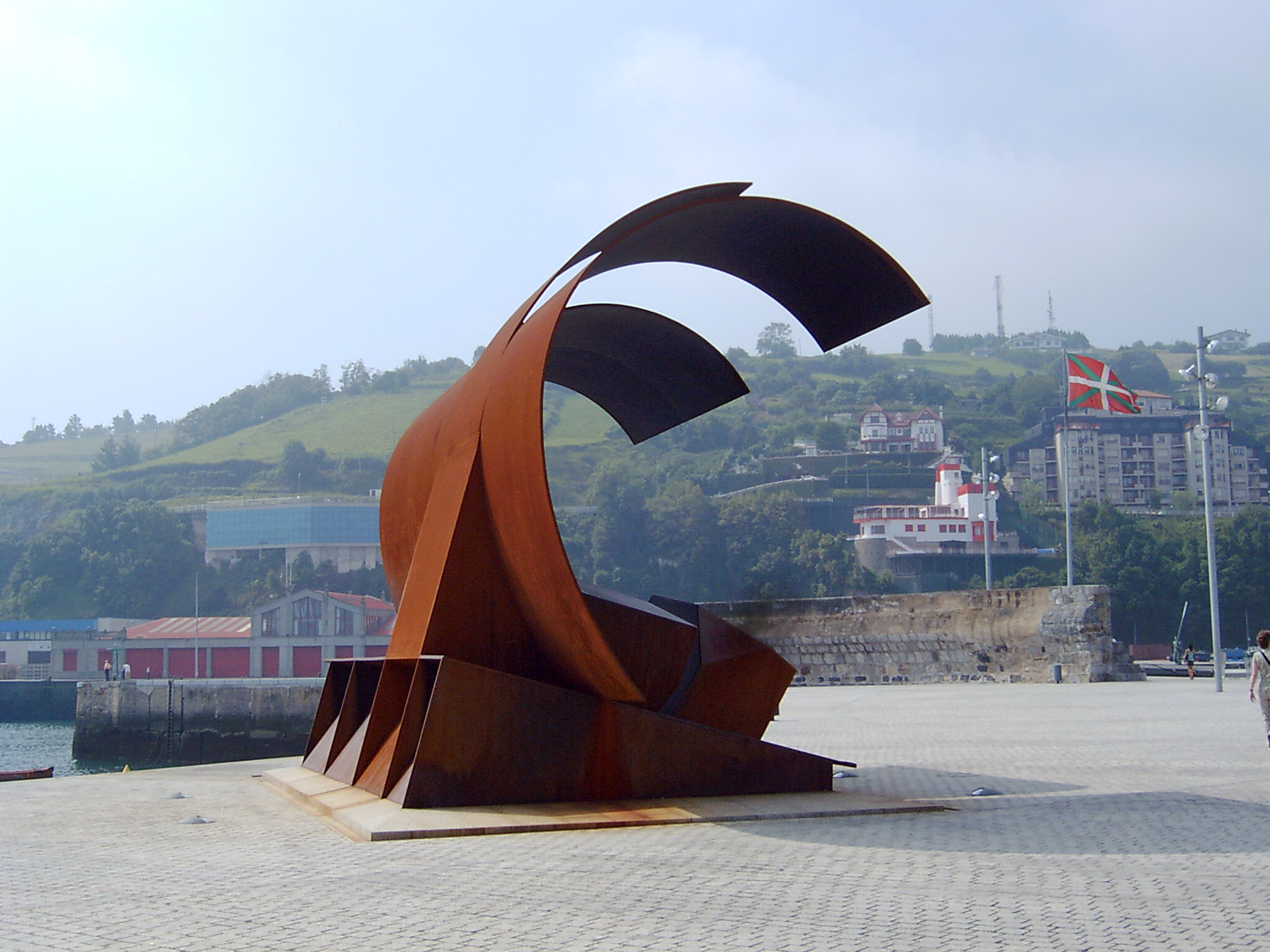
Sculpture "Olatu"
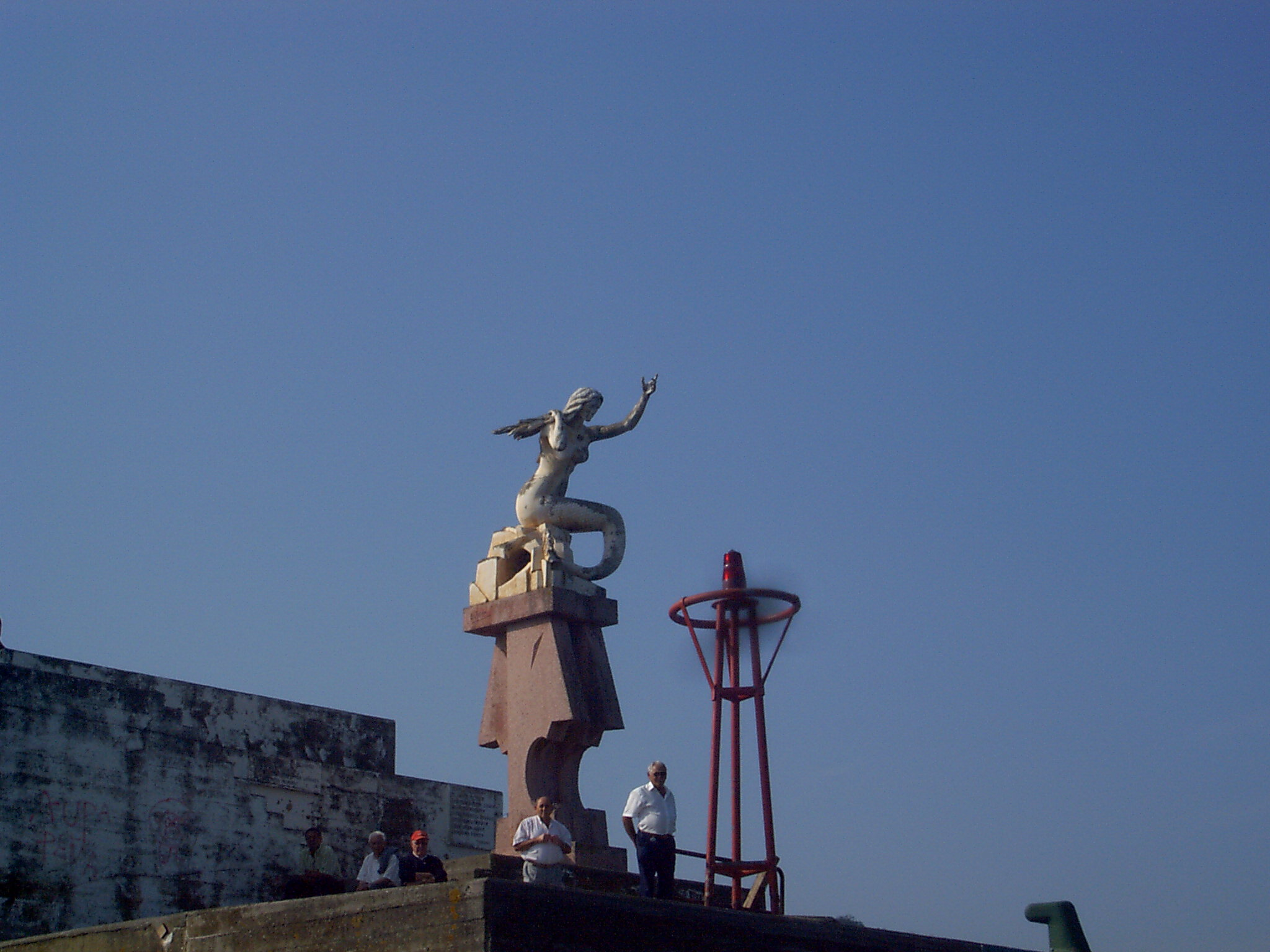
Xixili
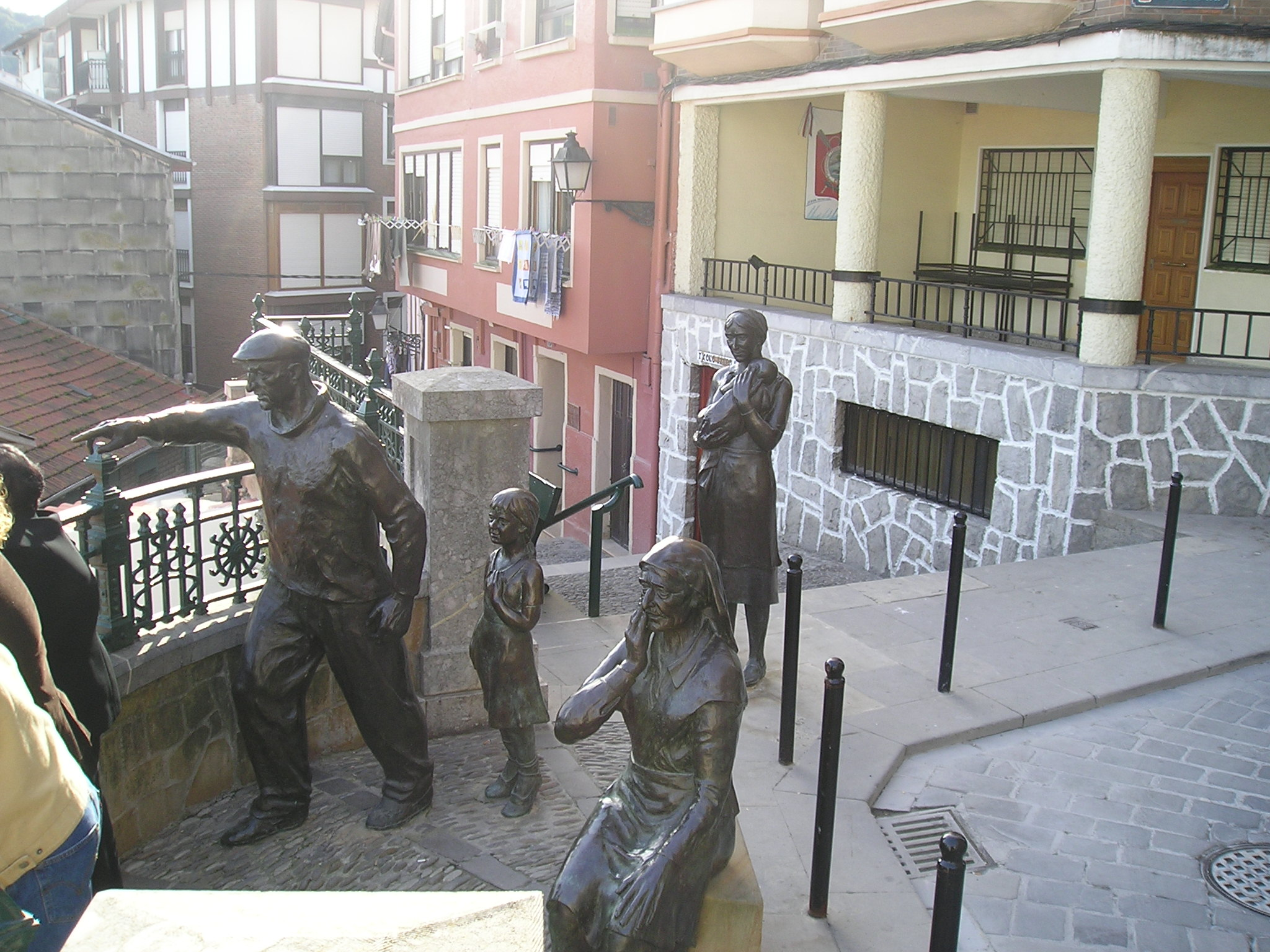
Sculpture "Badatoz" (Ils rentrent)
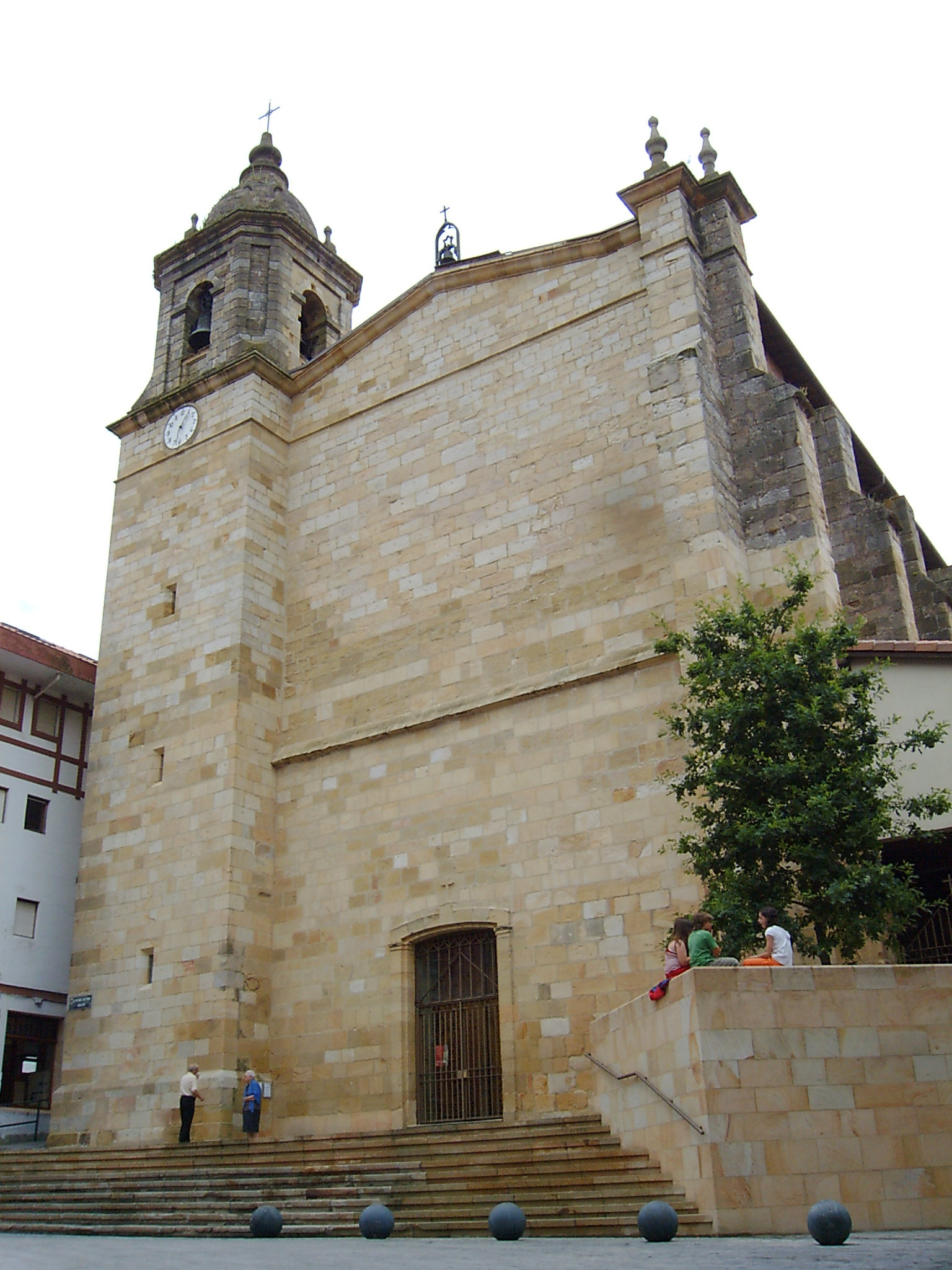
Église de Santa Eufemia
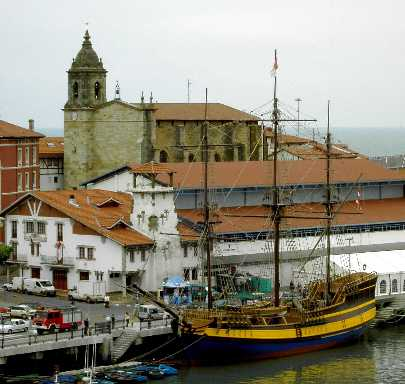
Baleinier "Aita Guria"
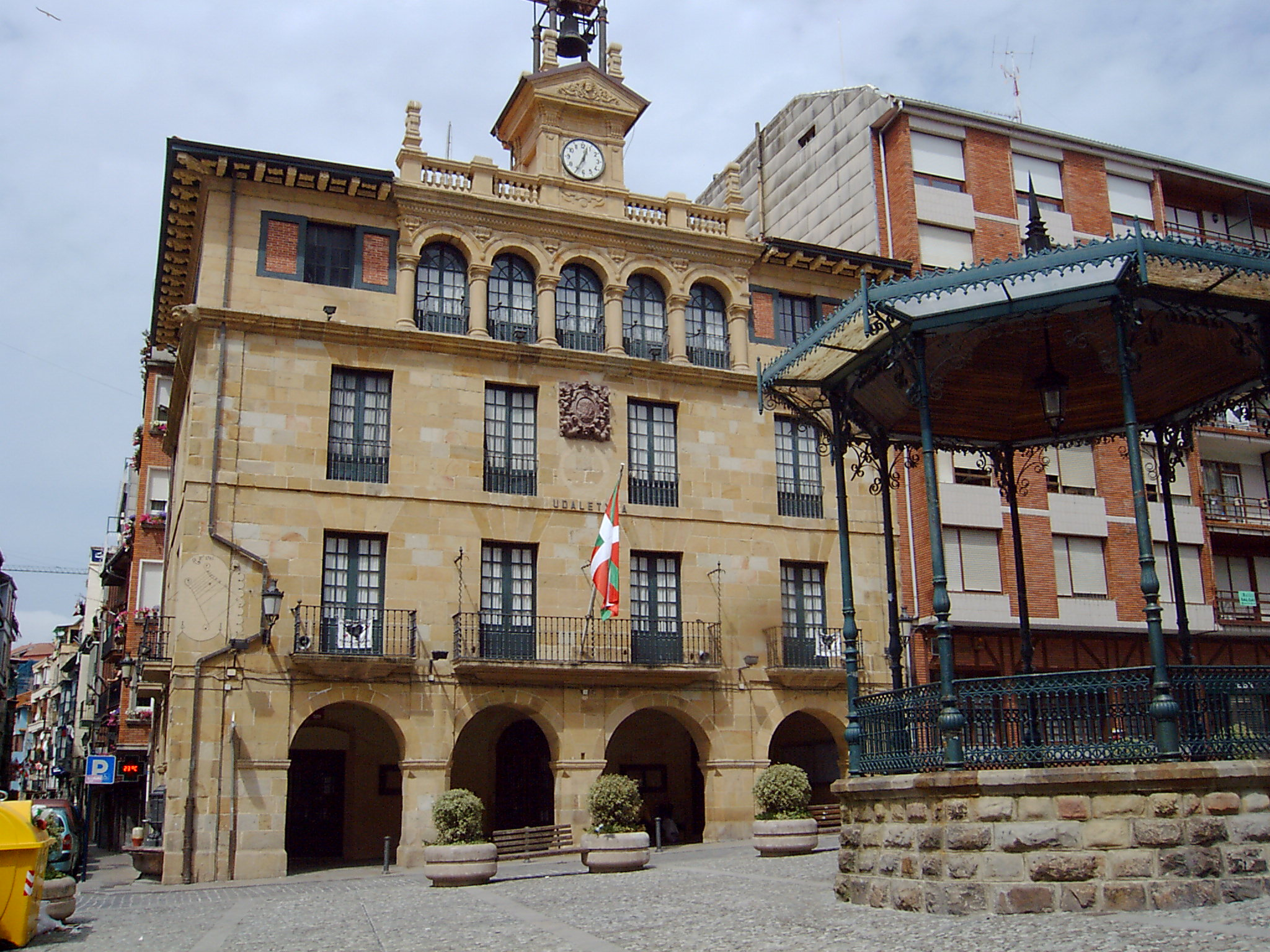
Maison consistoriale de Bermeo
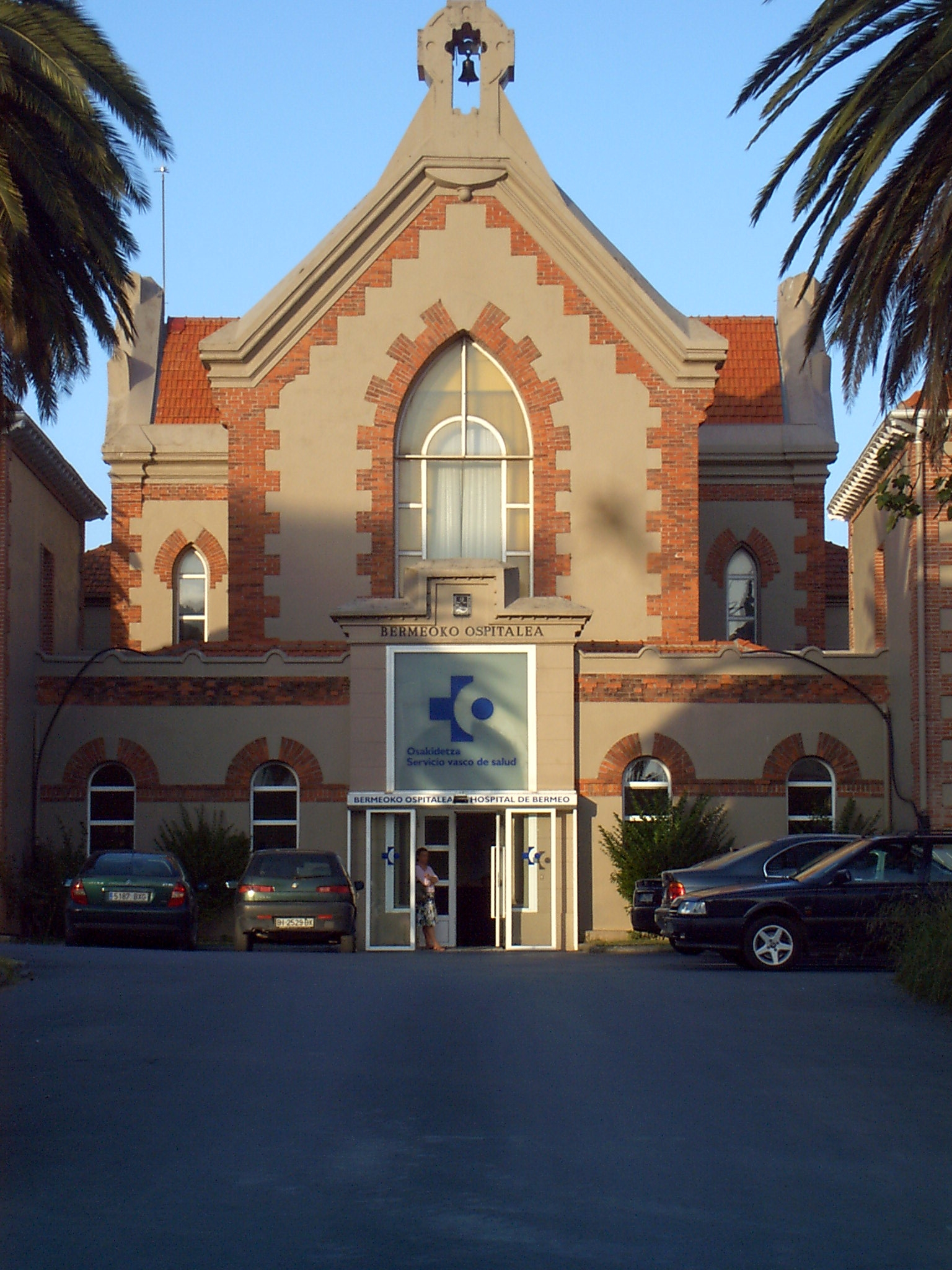
Entrée à l'hôpital de Bermeo
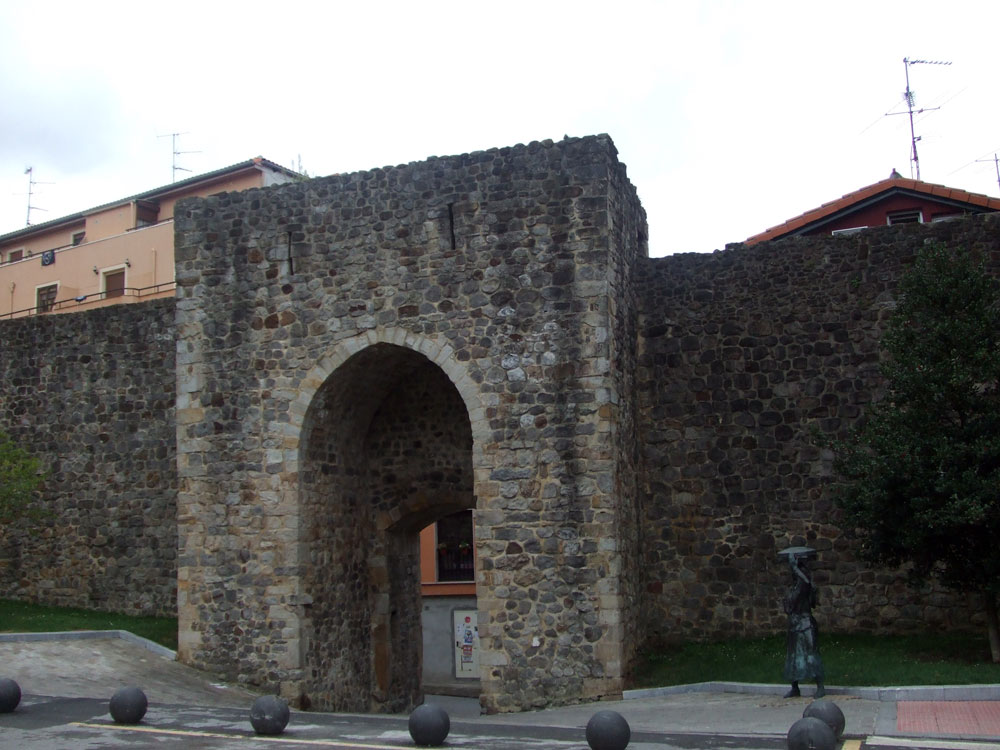
Porte de San Juan
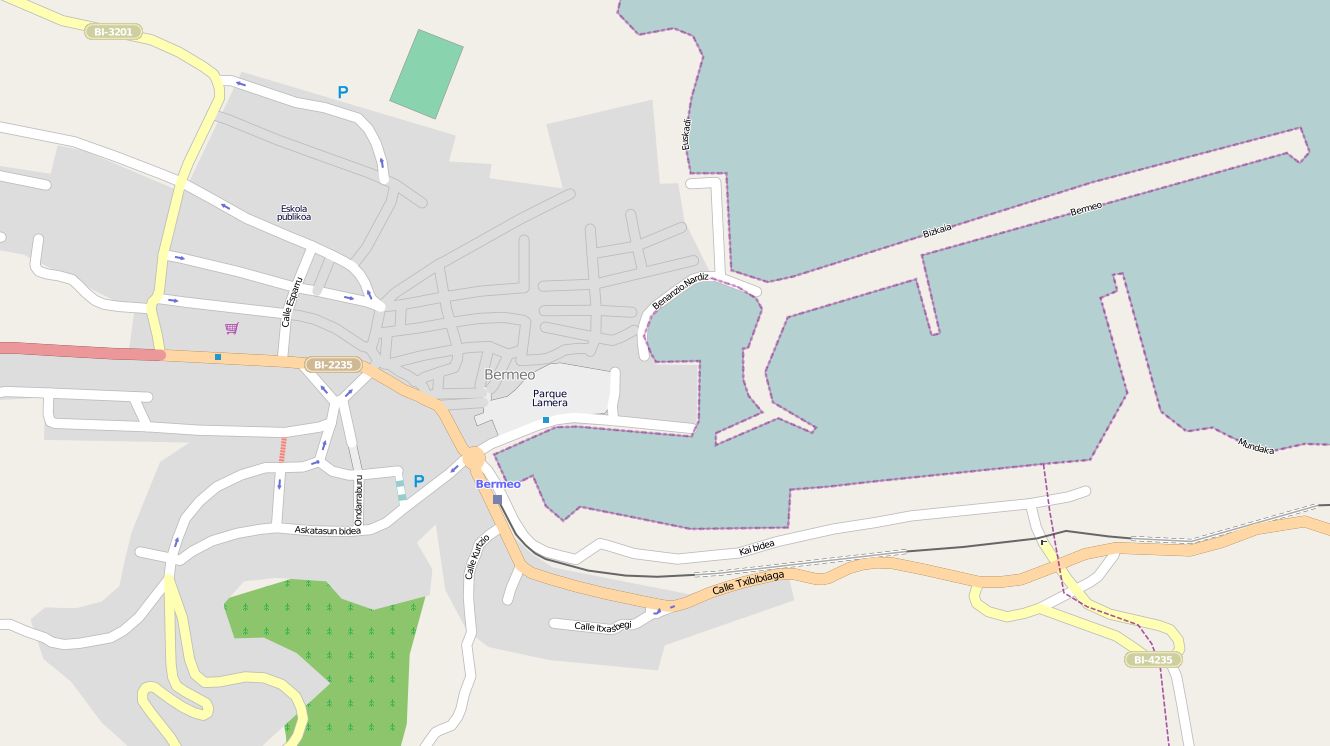

## Entreprises touristiques
- Hegaluze: Excursions touristiques par Urdaibai
- Matxitxako nautica : Excursions maritimes]
- Atuntxo Excursions Maritimes
- Turdaibai : Groupe de tourisme soutenable à Urdaibai

## Personnalités liées à la commune
- Juán de Acurio : Pilote de la Nao Victoria, survivant de l'expédition de Fernand de Magellan.
- Néstor Basterretxea ou Nestor Basterrechea Arzadun (es) (1924) : artiste multidisciplinaire : peinture, sculpture et cinéma.
- Francisco Basterrechea Zaldivar (es) (1889-1975) : politicien et avocat.
- Antonio Karmona Herrera (es) (1968) : Joueur de football du Deportivo Alavés et de la Sociedad Deportiva Eibar.
- Bingen Fernández (1972) : sportif. Cycliste professionnel avec l'équipe Euskaltel-Euskadi (1996 - 2001), et plus tard dans l'équipe française Cofidis (2002 - 2006).
- José María Urcelay (1903-1979) : peintre.
- Teodoro de Anasagasti (es) (1880-1938) : architecte
- Gregorio Solabarrieta (es) (1900-1978) : musicien
- Josu Erkoreka (1960) : porte-parole du Parti Nationaliste Basque dans le Congres des Diputados.
- Izaskun Bilbao Barandika (es) (1961) : Diplômé en droit. Président du Parlement Basque.
- Ignacio Arocena Echevarría (1931-2003) : Professeur d'histoire et auteur.
- Ricardo Odriozola (es) (1965) : Violoniste et compositeur.
- Santos Domínguez y Benguria (es) (Bermeo, 31 octobre de 1841 - † Parana, 24 mars 1905) : Comptable, architecte, diplomate et politicien.
- José Mari Uzelai (Bermeo 1903 - Busturia 1979) : Peintre réaliste et expressionniste.
- Barrueta Benito (es) (Bermeo 1873 - 1953) : Peintre
- Lucia Etxebarria : auteur.

### Sources
- (es) Cet article est partiellement ou en totalité issu de l’article de Wikipédia en espagnol intitulé « Bermeo » (voir la liste des auteurs).